# Pont Alexandre-III
Pour les articles homonymes, voir Alexandre III.
Le pont Alexandre-III est un pont franchissant la Seine entre le 7e et le 8e arrondissement de Paris.

## Situation et accès
Le pont Alexandre-III est situé dans le centre de Paris, où il permet la traversée de la Seine entre l'esplanade des Invalides  (7e arrondissement) et l'avenue Winston-Churchill (8earrondissement) près du Petit Palais et du Grand Palais.
Sur la Seine, le pont se trouve entre le pont de la Concorde et le pont des Invalides. 
Ce site est desservi par la station de métro Invalides par les lignes 8 et 13 et la gare des Invalides de la ligne C du RER.

## Origine du nom
Ce pont porte le nom du tsar de Russie Alexandre III (1845-1894).

## Historique

### Le projet

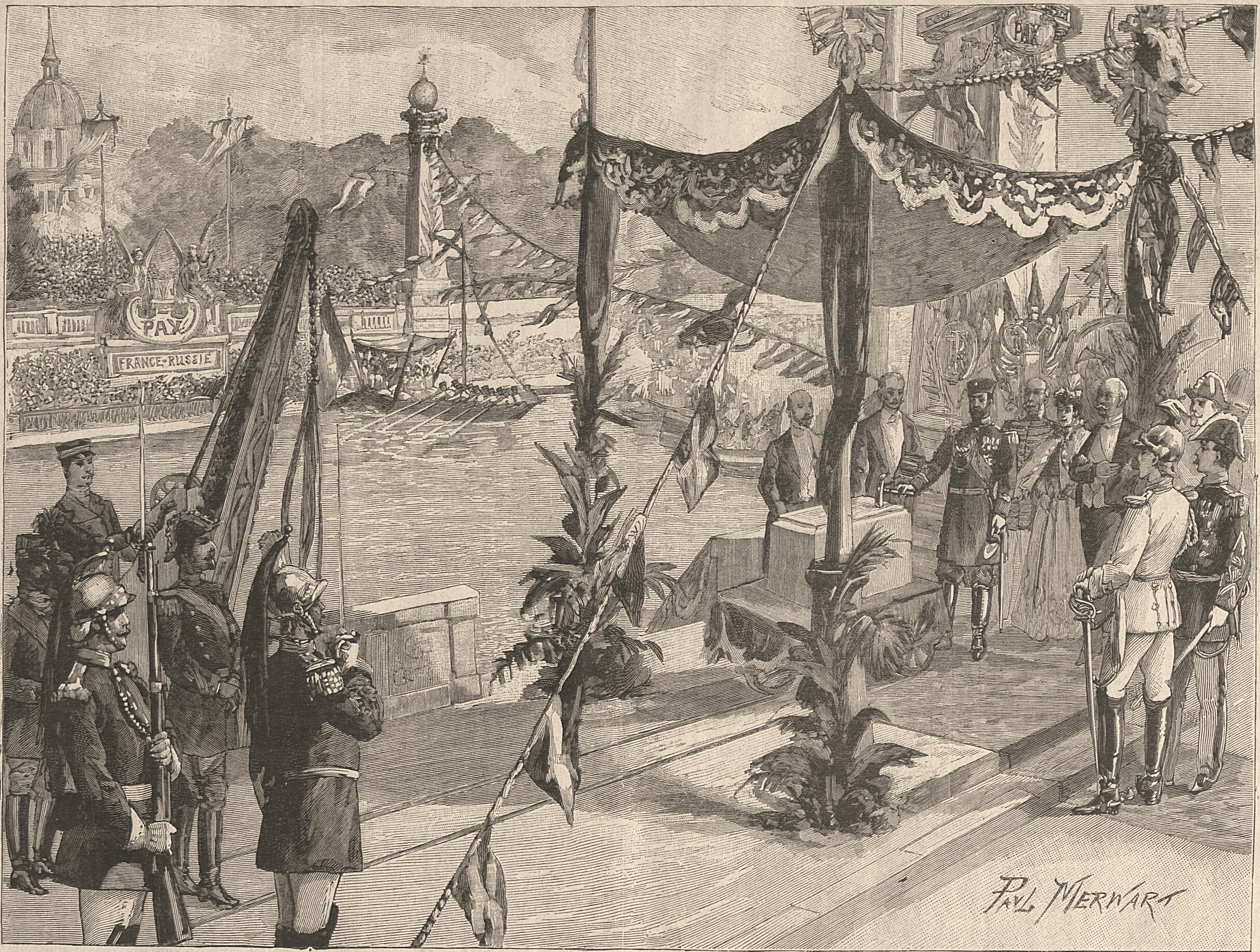
Dessin par Paul Merwart représentant la pose de la première pierre du pont Alexandre-III.

Inauguré pour l'Exposition universelle de Paris en 1900, le pont était destiné à symboliser l'amitié franco-russe, instaurée par la signature de l'alliance conclue en 1891 entre l’empereur Alexandre III (1845-1894) et le président de la République française Sadi Carnot. La première pierre fut posée par le tsar Nicolas II de Russie, l'impératrice Alexandra Fedorovna et le président Félix Faure le 7 octobre 1896. La construction de cet ouvrage d'art fut confiée aux ingénieurs Jean Résal, Amédée Alby et Joseph Grison, ainsi qu'aux architectes Cassien-Bernard et Gaston Cousin.

Perspective du pont Alexandre-III avec scène animée (CP/F/12/4445/M/1, pièce 3, Archives nationales).

Construit dans l'axe de l'esplanade des Invalides, il conduit de celle-ci aux Petit et Grand Palais également construits pour l'Exposition universelle.
Sur la colonne, rive droite en aval, fut gravée cette inscription :
« Le 14 avril 1900, Émile Loubet président de la République Française a ouvert l'exposition universelle et inauguré le pont Alexandre-III ».

### La construction

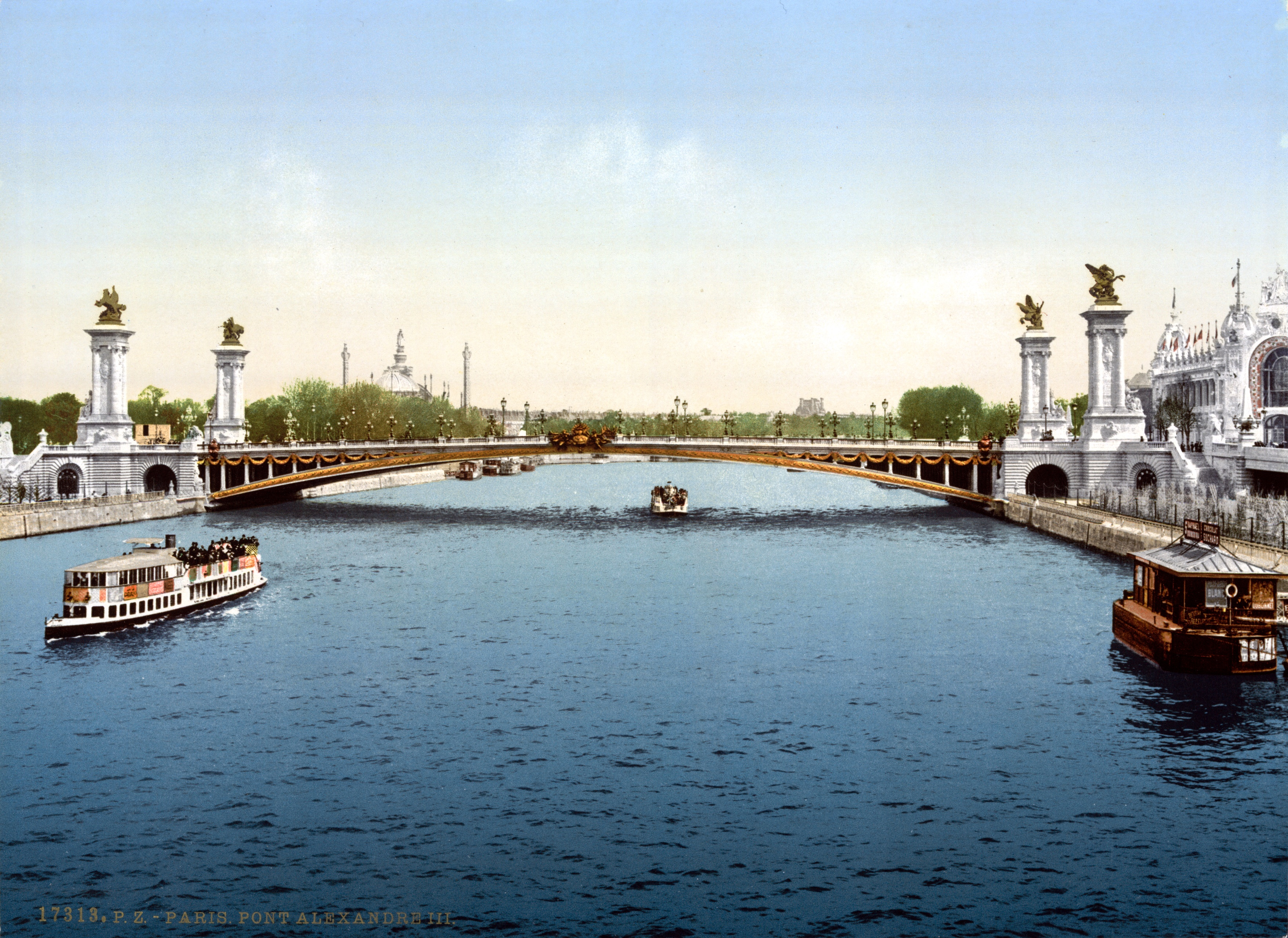
Le pont au moment de son inauguration à l'occasion de l'Exposition universelle de 1900.

En 1824, Henri Navier commença la réalisation d'un pont suspendu à cet emplacement. Des complications techniques obligèrent à le détruire, en 1828, avant son achèvement.
Lors de la décision d’organiser une Exposition universelle en 1900, il fut décidé de détruire le Palais de l’Industrie pour le remplacer par deux palais, de part et d'autre d'une voie qui prolongerait la place des Invalides. Aussi, le pont de la Trinité ou pont Troïtsky (un autre pont très semblable au pont Alexandre-III), a été construit par la Société de construction des Batignolles sur la Neva à Saint-Pétersbourg en Russie, pour l'Exposition universelle de Paris.
Le cahier des charges prévoyait qu'il soit suffisamment plat pour qu'on puisse voir entièrement les Invalides depuis les Champs-Élysées. Il ne devait pas entraver la navigation et avoir un tirant d'air au moins égal à celui des ponts les plus modernes. Sa largeur devait être proportionnée à celle de l’avenue qu’il prolongeait : d'abord envisagée à 50 m, elle fut arrêtée à 40 m pour ne pas trop perturber la navigation. Il devait être symétrique et décoratif (d'où une largeur imposée des quais de 22,50 m).

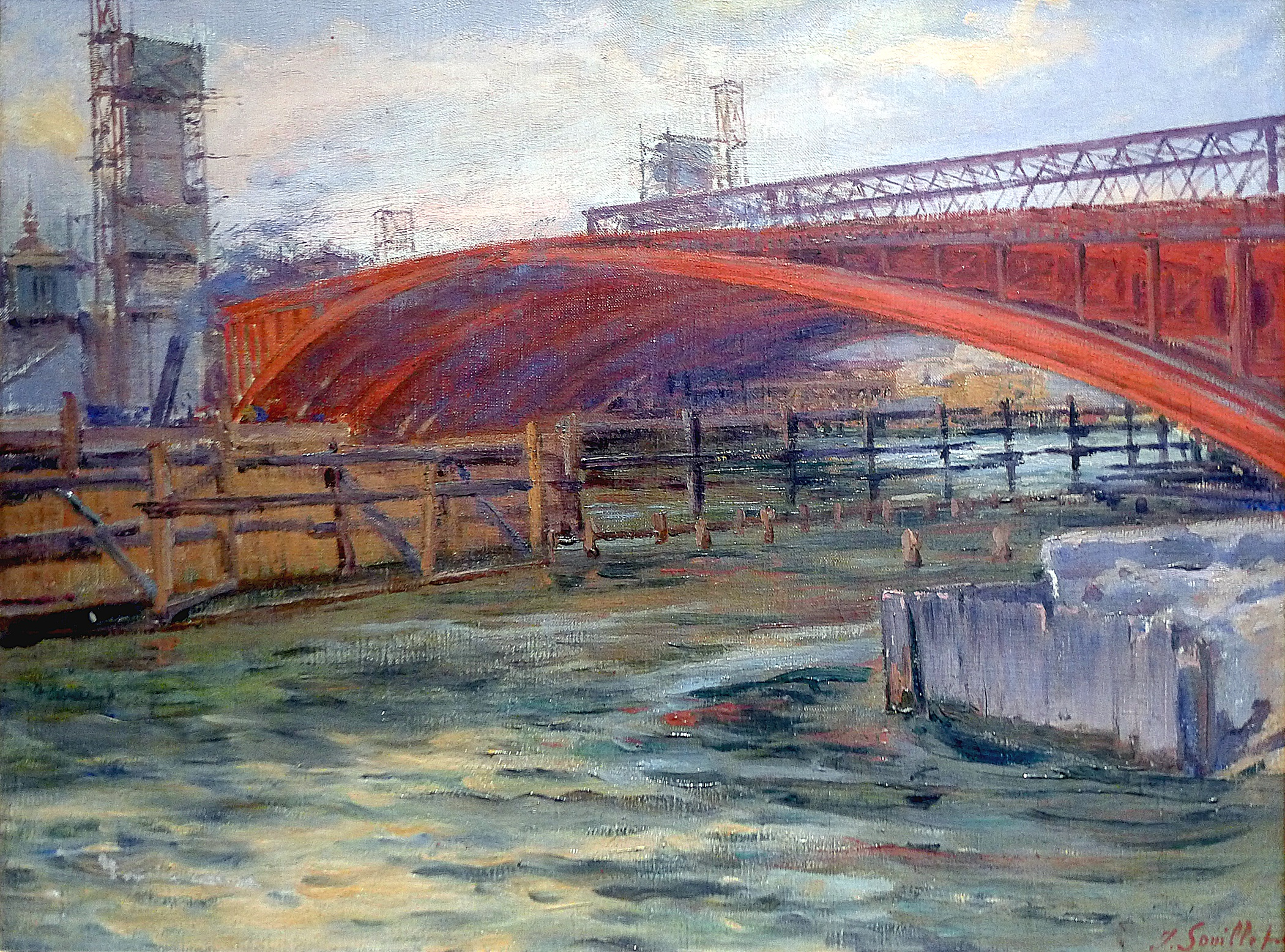
La Construction du pont Alexandre-III, toile de Georges Souillet, réalisée à la fin du XIXe siècle (musée Carnavalet, Paris).

Le pont fut réalisé en acier moulé. Afin de résister à l'énorme poussée horizontale, il fut doté de culées très massives.
Les fondations furent creusées sous caisson pressurisé grâce au procédé Triger. Il y eut vingt-neuf accidents de décompression plus ou moins sérieux, mais aucun mortel. Un seul ouvrier périt dans les caissons à la suite d'un accident.
Il est classé au titre des monuments historiques depuis le 29 avril 1975 ; il est également labellisé « Patrimoine du XXe siècle » et situé dans le périmètre du secteur sauvegardé du 7e arrondissement de Paris, ainsi que dans le site naturel inscrit « Ensemble urbain à Paris », inscrit par arrêté en 1975.

## Description

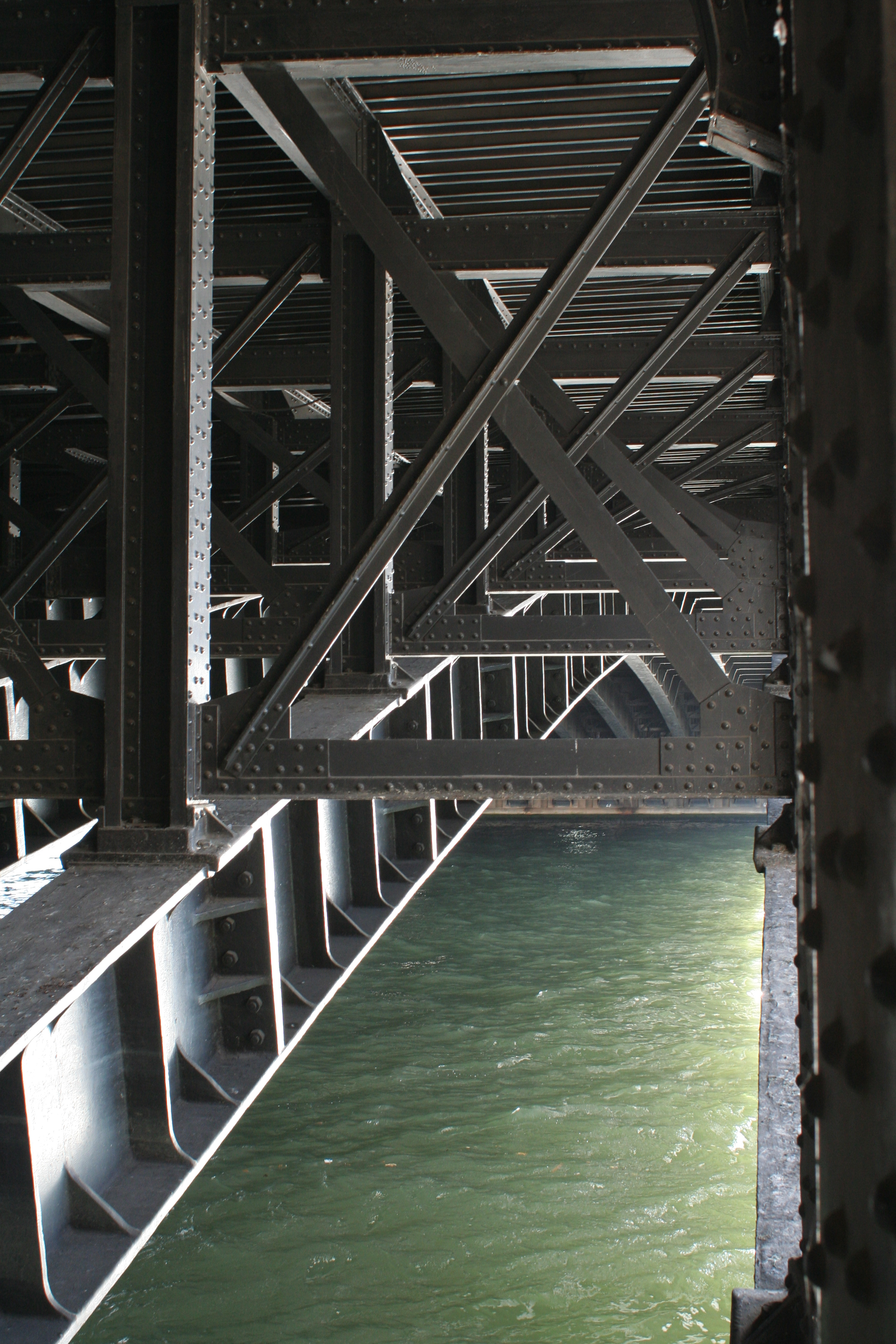
Structure du pont, en sous-face du tablier.

C'est un pont métallique de 45 mètres de large composé d'une seule arche de 107 mètres comprenant trois points d'articulation, permettant de franchir la Seine sans point d'appui intermédiaire. Il s'appuie sur des culées très massives (larges de 44 m et épaisses de 30 m), pour résister à l'énorme poussée horizontale de l'arche surbaissée. Ces culées sont percées de deux tunnels en pierre pour la circulation de la berge. La décoration exubérante du pont repose essentiellement sur les quatre pylônes portant des groupes équestres en bronze doré figurant les renommées.
Le pont a plusieurs fois changé de couleur ; il est passé du gris au vert-brun puis au gris perle. Il a repris ses couleurs d'origine lors de son unique restauration en 1998.
Ses contreforts côté rive droite ont abrité entre 2006 et 2017 une boîte de nuit appelée le Showcase, aménagée dans un hangar à bateau désaffecté.
La culée droite du pont est confiée en 2017 par la mairie de Paris à Plateau Urbain, Freegan Pony, La Belle Friche, Ya+K ainsi que la Ressourcerie du Spectacle. Ces cinq associations ouvrent Le Génie d'Alex, un centre culturel éphémère ouvert à tous, avec espaces d’expositions, concerts, ateliers, soirées, construction de mobilier en DIY, yoga, jeux, agriculture urbaine, cantine, bar solidaire.
La culée gauche est occupée de 1999 à 2012 par un squat artistique aménagé par l'association Les Gardiens du pont. À l'origine le site accueille la maquette d'un projet de film du réalisateur Patrick Brunie, cofondateur de l'association, puis se diversifie en proposant expositions culturelles auprès de jeunes artistes et soirées techno. En 2014, après un appel d'offres, l'exploitation du lieu est confiée par la Mairie de Paris à un investisseur, Addy Bakhtiar, qui gère déjà la boîte de nuit le Showcase, sur la rive opposée,.

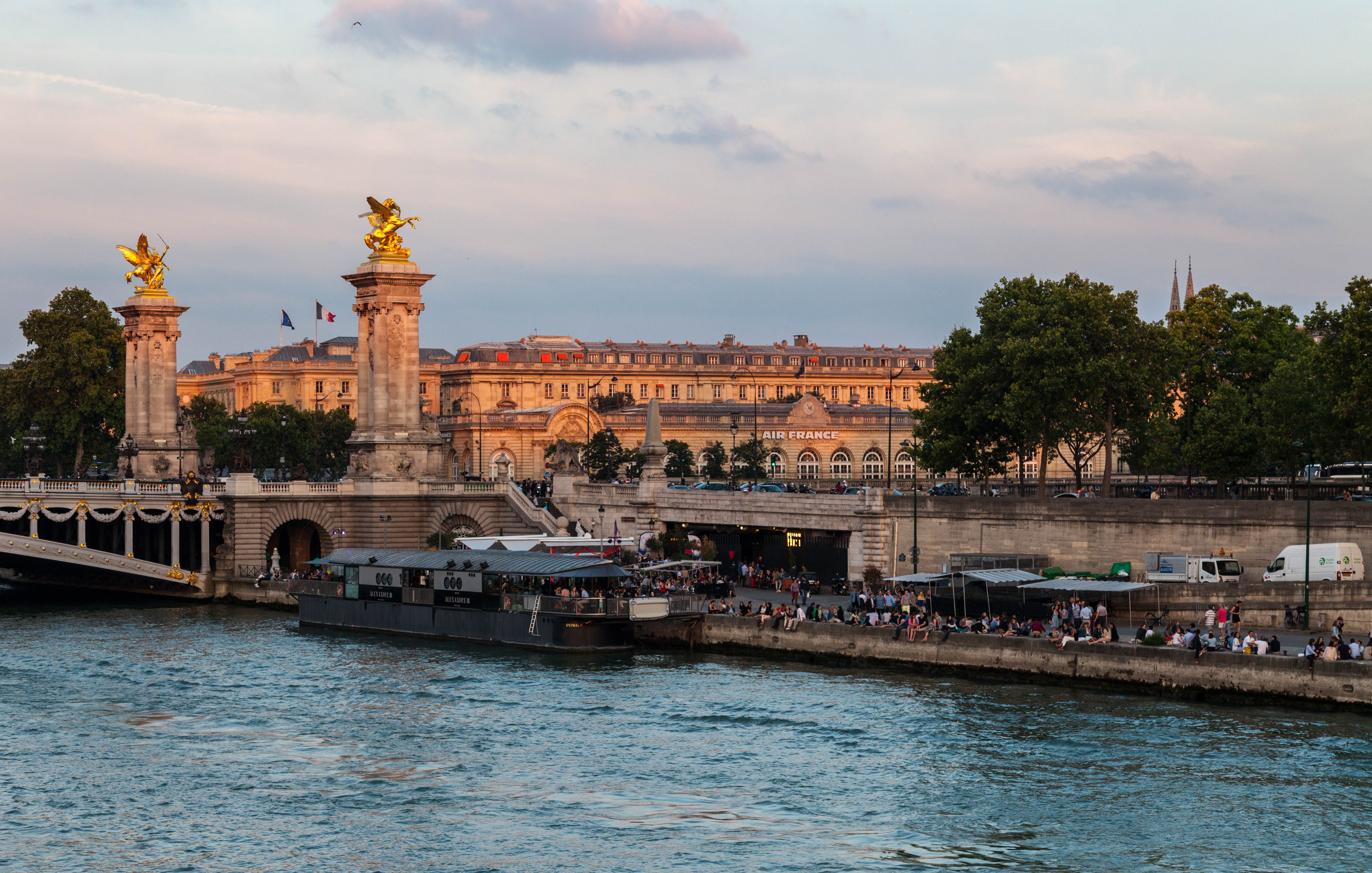
Les culées qui forment la voûte pour la circulation de la berge sont habillées de blocs de granite de Senones taillés en bossage[n 4].
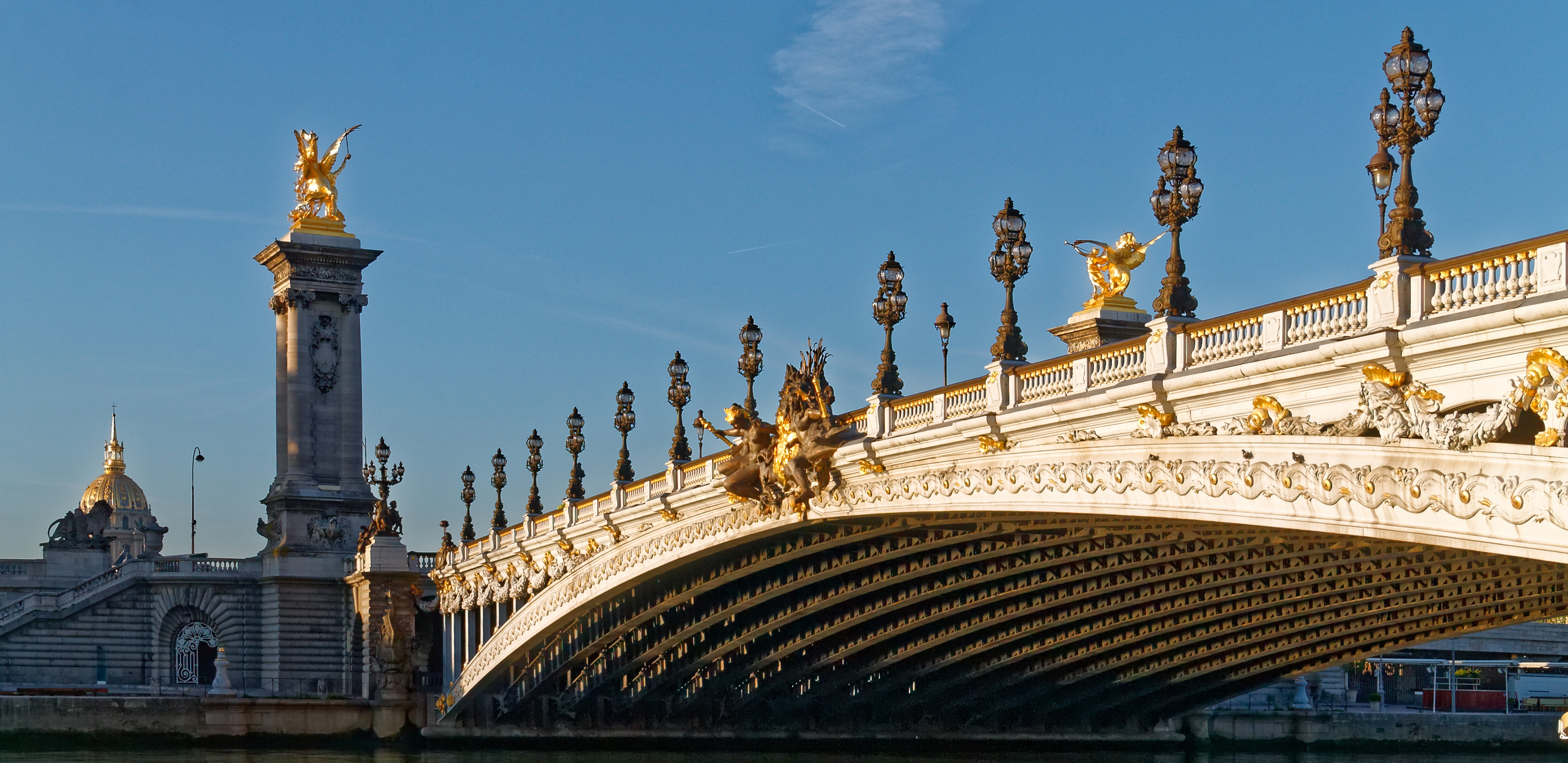
La charpente est composée de 15 arcs d'acier moulé formés, chacun des 32 voussoirs de fonte moulée.

## Caractéristiques
- Type de construction : pont en arc à trois articulations, multiples travées
- Construction : 1897-1900
- Inauguration : 14 avril 1900
- Architectes : Joseph Cassien-Bernard et Gaston Cousin (d)
- Ingénieurs : Jean Résal, Amédée Alby et Joseph Grison
- Décoration : Georges Récipon, Emmanuel Frémiet, Jules Félix Coutan, Henri Désiré Gauquié, Grandzlin, Pierre Granet, Alfred Lenoir, Laurent Honoré Marqueste, André Paul Arthur Massoulle, Gustave Michel, Léopold Morice, Abel Poulin, Clément Steiner
- Matériau : acier
- Longueur totale : 160 mètres
- Longueur de la travée principale : 107,50 mètres
- Largeur du tablier : 45 mètres
- Flèche : 1/17 (rapport hauteur/portée)
- Constructeurs : Fives-Lille et Schneider et Cie, parmi d'autres
- Classement aux monuments historiques : 1975

Du fait de sa grande portée pour une faible hauteur, le pont Alexandre-III exerce une importante poussée latérale. Afin d'éviter l'écartement des ancrages, les berges ont été considérablement renforcées au moyen d'immenses massifs de béton, sans doute les plus importantes fondations jamais réalisées. Les colonnes monumentales semblent des allumettes en comparaison : leurs fondations étant indépendantes de celles du pont, leur rôle est d'ailleurs uniquement décoratif.

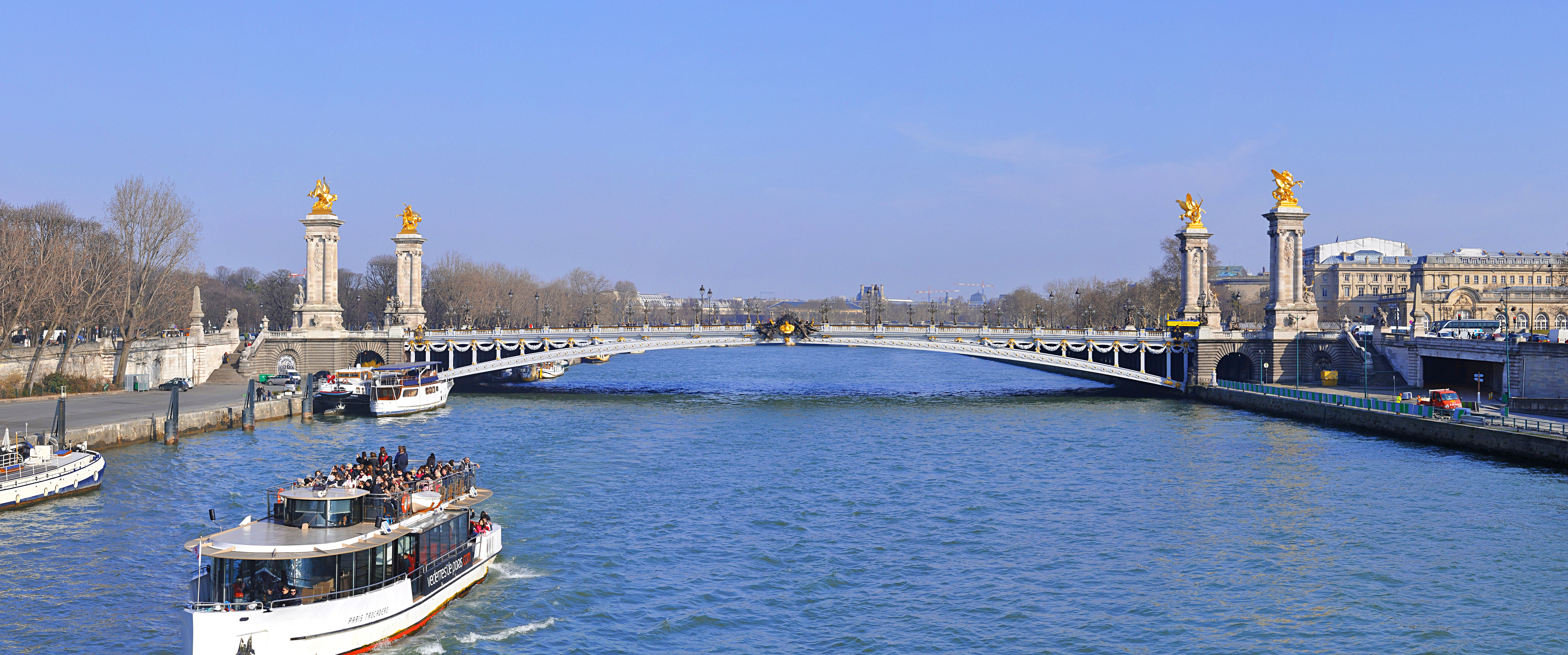
Vue de l'aval.

## Décoration

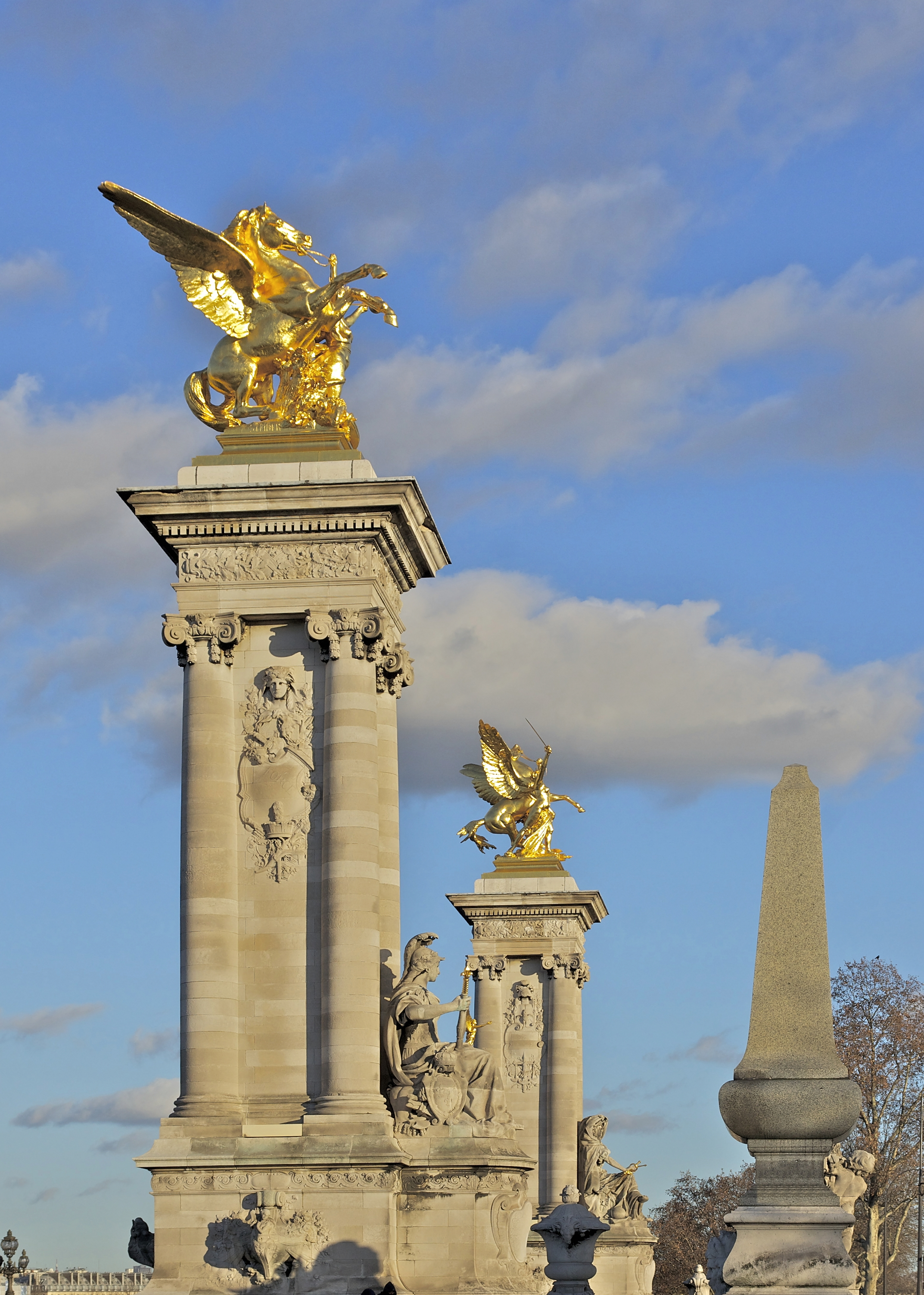
Deux des quatre pylônes : les statues et les colonnes ioniques sont en calcaire blanc oolithique de Chauvigny. Elles sont surmontées de renommées en bronze doré.

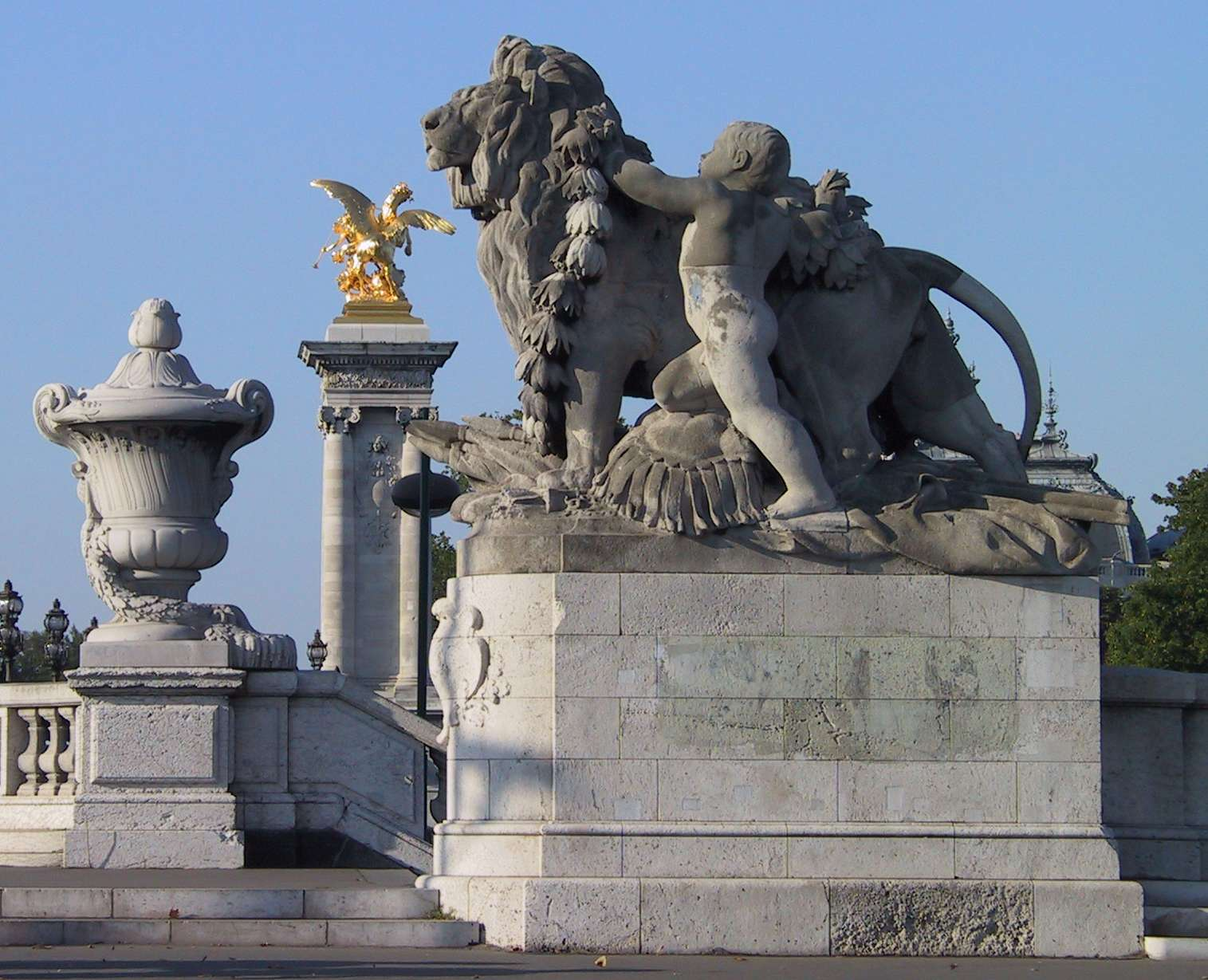
Enfant conduisant un lion par Jules Dalou. Les vases enguirlandés et les inscriptions sont en marbre blanc (probablement de Carrare).

Les architectes Joseph Cassien Bernard et Gaston Cousin ont été désignés à la fin de 1896 et entrèrent en fonction en mars 1897, après l'adjudication des travaux de la partie métallique. Sur cet ouvrage, les architectes n'ont été chargés que de la partie décorative, la structure ayant été décidée bien avant, en 1895, au moment où les ingénieurs Résal et Alby ont été mis à la disposition des services de l'Exposition.
Le caractère urbain de l'ouvrage servant de référence à l'Exposition universelle a conduit à traiter soigneusement sa décoration. Les deux architectes ont donné un décor abondant qui permet de vérifier ce jugement de Jean Résal : « On a le droit, et en certains cas le devoir, d'orner et de décorer des ouvrages, à condition de ne pas les dénaturer : il faut s'interdire de façon absolue le camouflage et le maquillage […] Toute mesure qui facilite la claire intelligence d'un ouvrage est bonne ; toute mesure prise à l'encontre de ce but est mauvaise. »
Le pont est illuminé par 32 candélabres en bronze qui ont été réalisés par l'établissement Lacarrière, également connu pour la réalisation du lustre monumental de l'Opéra Garnier.
Les quatre renommées au sommet des pylônes d'entrée représentent :
- rive droite, amont : La Renommée des arts, par Emmanuel Frémiet ;
- rive droite, aval : La Renommée des sciences, par Emmanuel Frémiet ;
- rive gauche, amont : La Renommée au combat, par Pierre Granet ;
- rive gauche, aval : Pégase tenu par la Renommée de la Guerre[12], par Léopold Steiner (du fait de son décès en 1899, le groupe est achevé par Eugène Gantzlin).

Les décorations à la base des quatre pylônes ont pour thèmes :
- rive droite, amont : La France du Moyen Âge (Alfred-Charles Lenoir) ;
- rive gauche, amont : La France à la Renaissance (Jules Coutan) ;
- rive gauche, aval : La France sous Louis XIV (Laurent Marqueste) ;
- rive droite, aval : La France moderne (Gustave Michel).

Les groupes de lions conduits par des enfants aux entrées du pont ont pour auteurs :
- rive gauche : Jules Dalou ;
- rive droite : Georges Gardet.

Les différents groupes en bronze ou cuivre s'échelonnant sur le pont sont :
- Les Amours soutenant les quatre lampadaires, d'Henri Désiré Gauquié ;
- Quatre génies avec des poissons et des coquillages, de Léopold Morice et André Massoulle ;
- au centre en amont (Concorde) : Nymphes de la Neva avec les armes de la Russie, de Georges Récipon ;
- au centre en aval (Alma) : Nymphes de la Seine avec les armes de Paris, de Georges Récipon.

Le tablier soutenu par l'arche métallique s'orne d'une série de masques et de guirlandes reprenant le rythme des potelets de liaison.

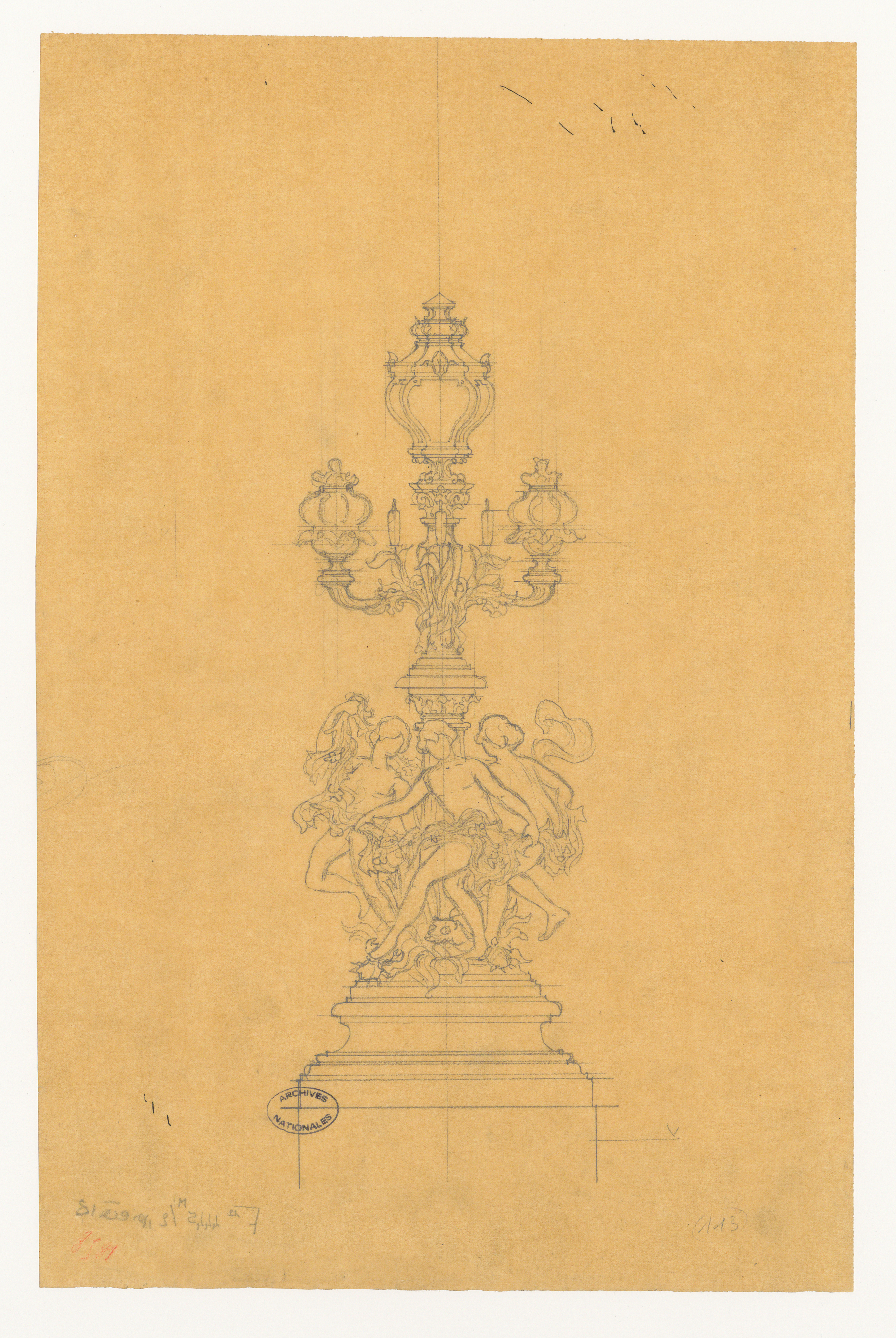
Pont Alexandre-III, croquis d'un candélabre (Archives nationales).
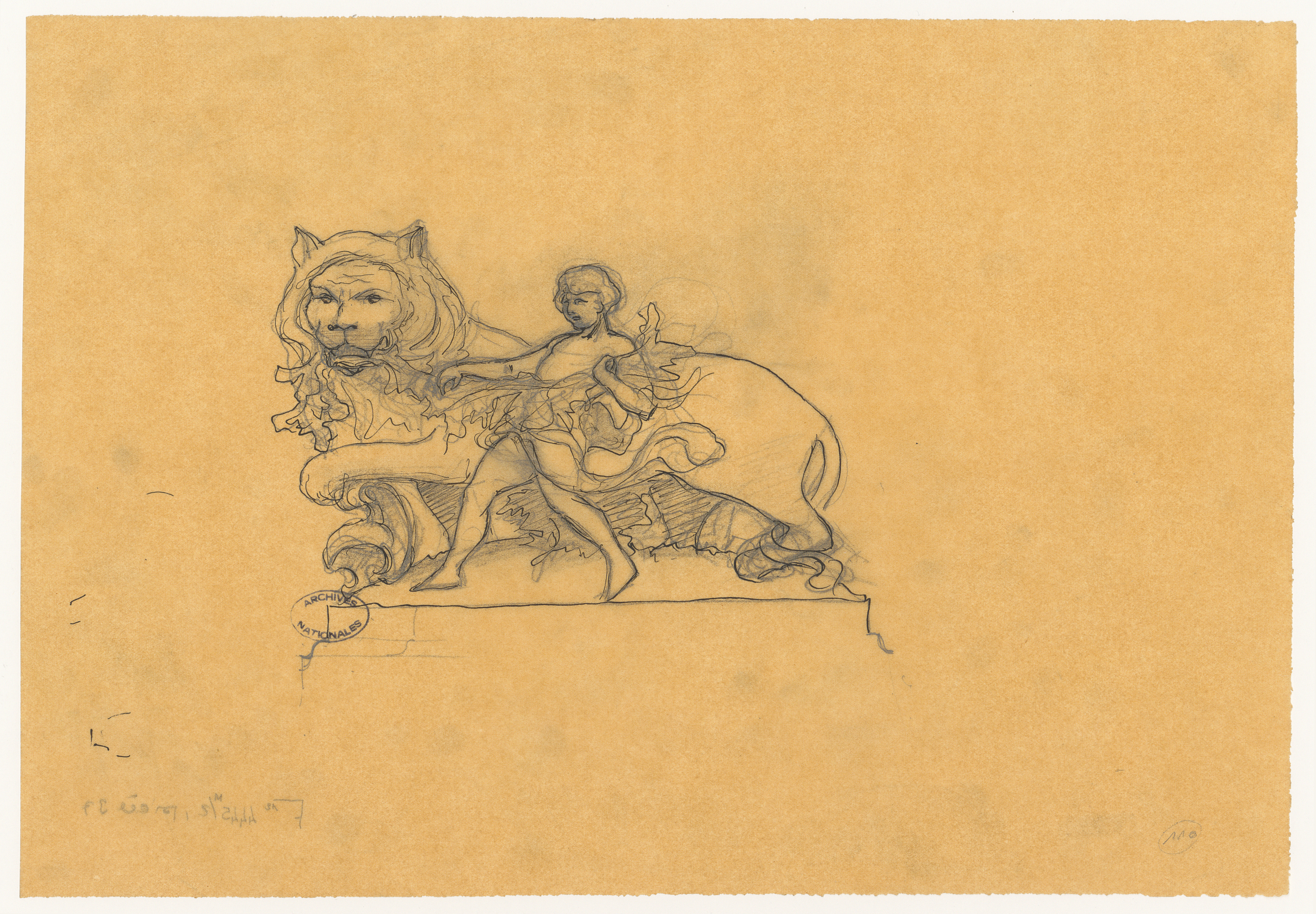
Pont Alexandre-III, Lion à l'enfant, vue de face (Archives nationales).
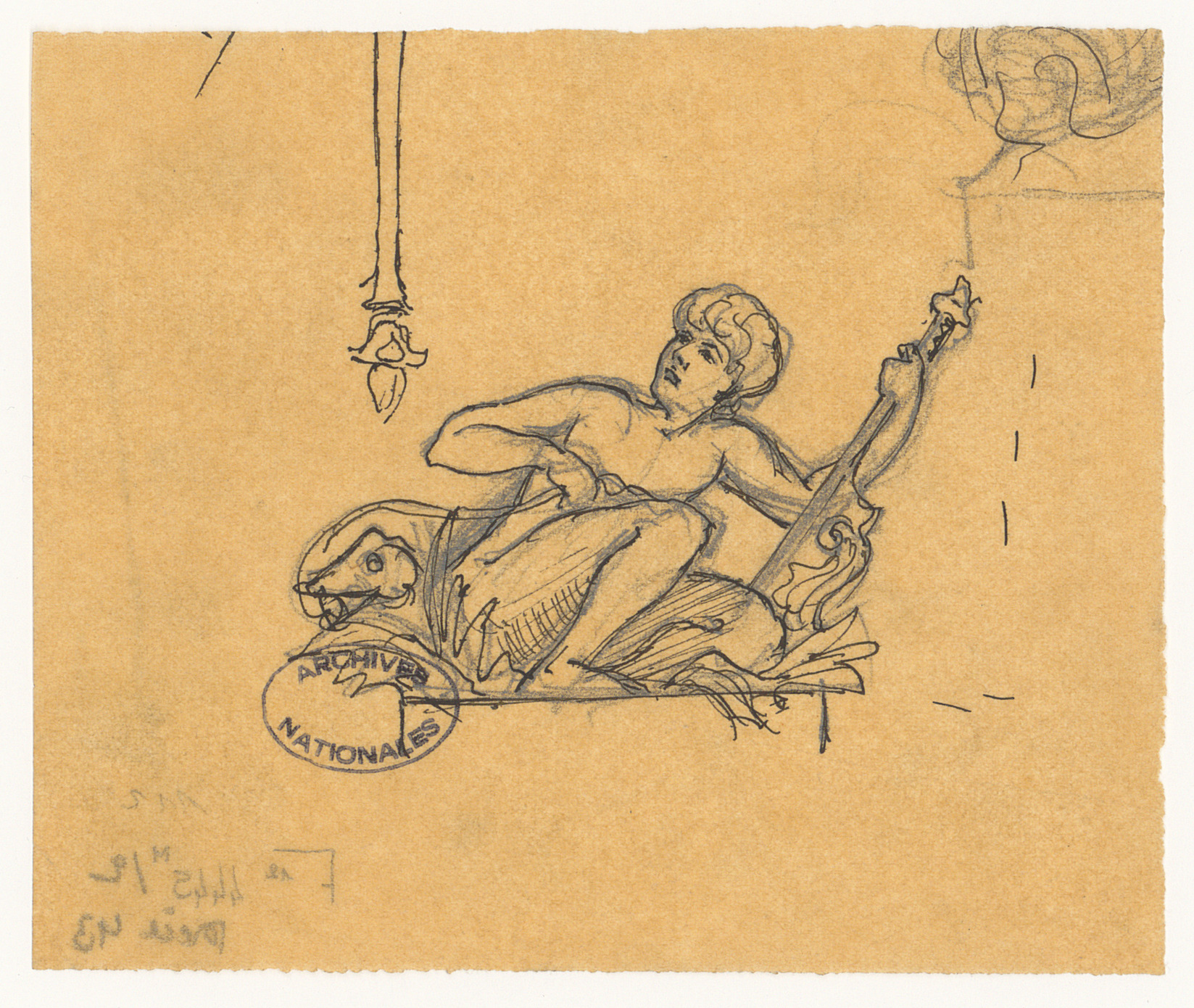
Pont Alexandre-III, croquis du génie de l'eau (Archives nationales).
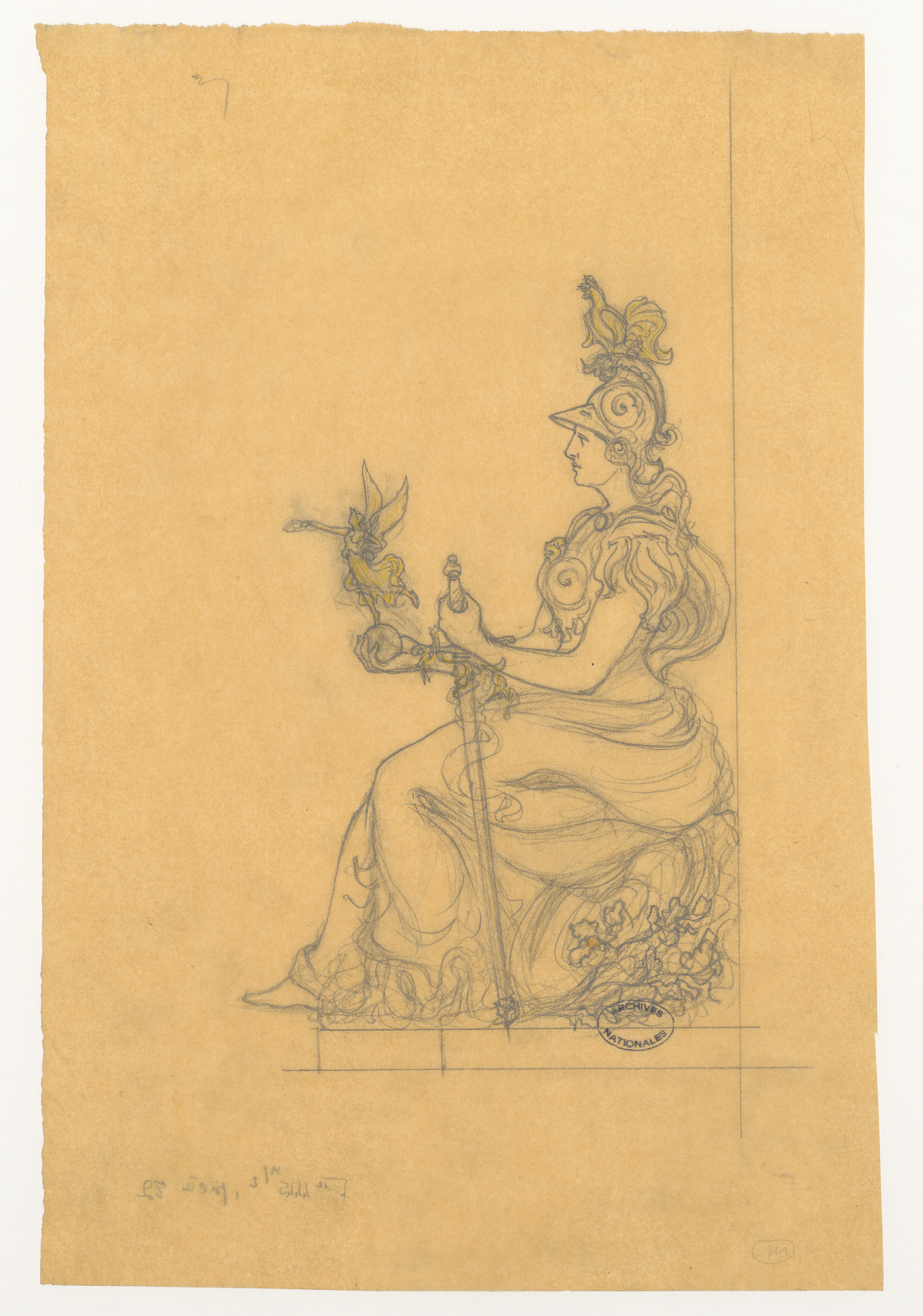
Pont Alexandre-III, statue représentant La France de Louis XIV (Archives nationales).
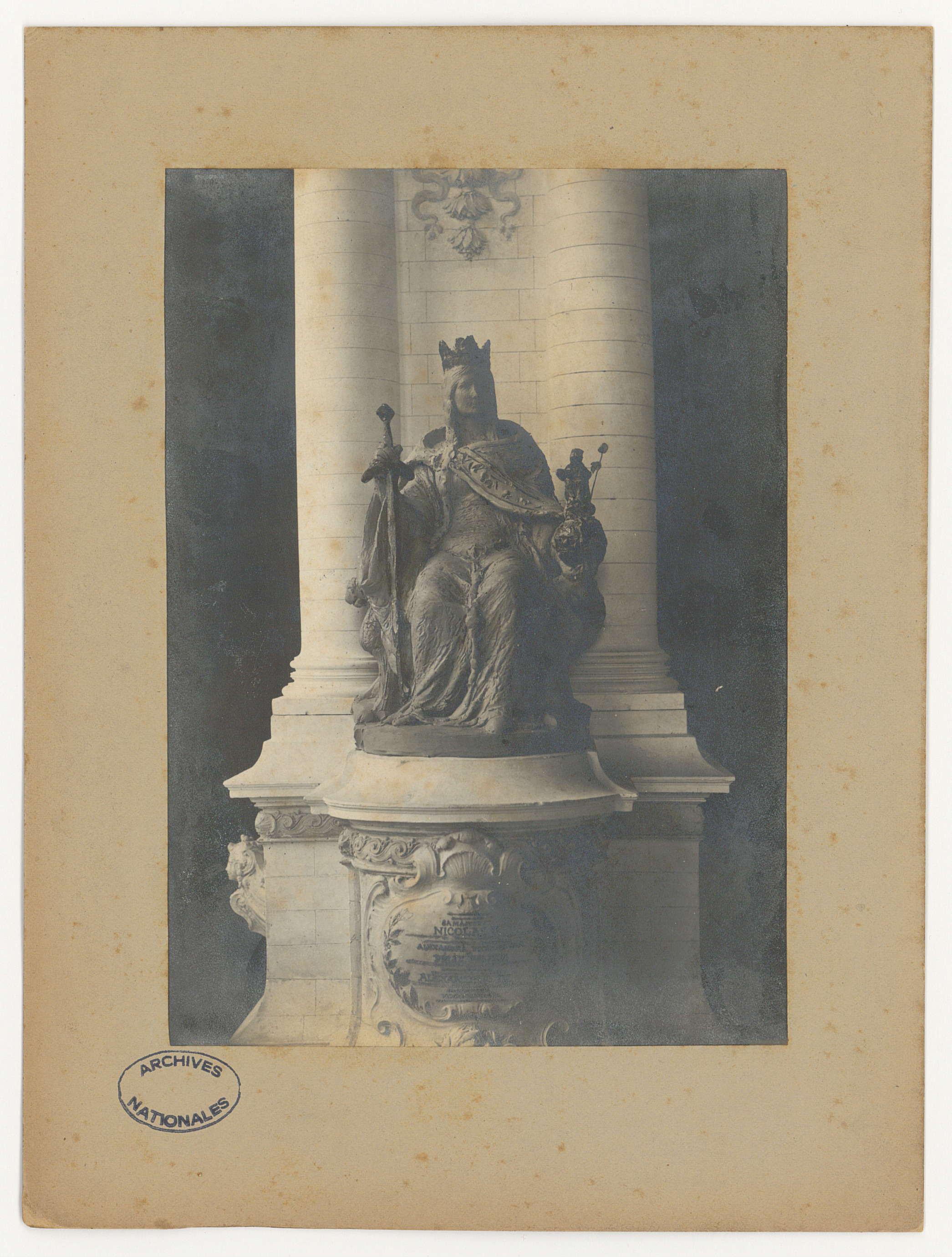
Pont Alexandre-III, statue représentant La France de Charlemagne (Archives nationales).
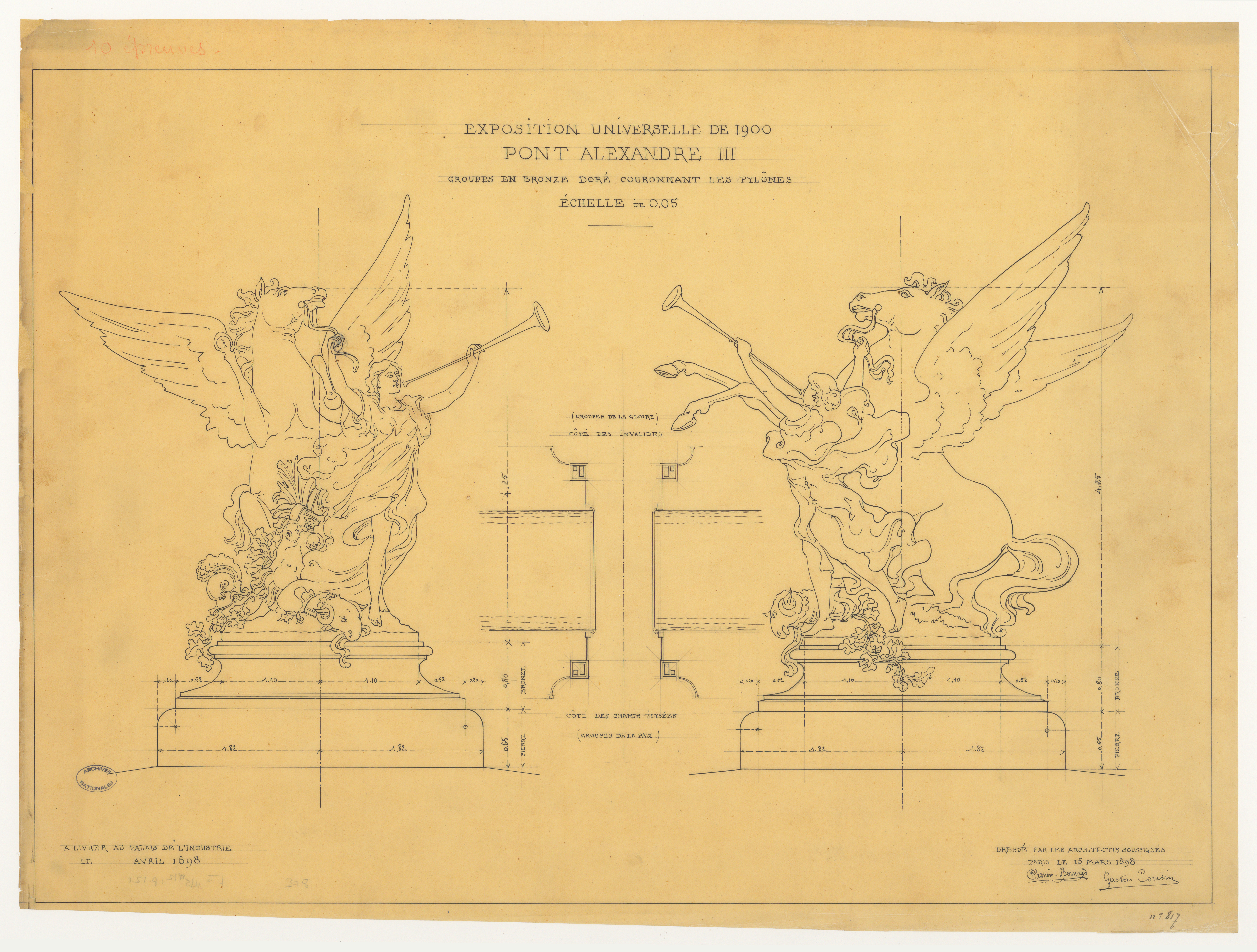
Exposition universelle de 1900 pont Alexandre-III. Groupes en bronze doré couronnant les pylônes (Archives nationales).
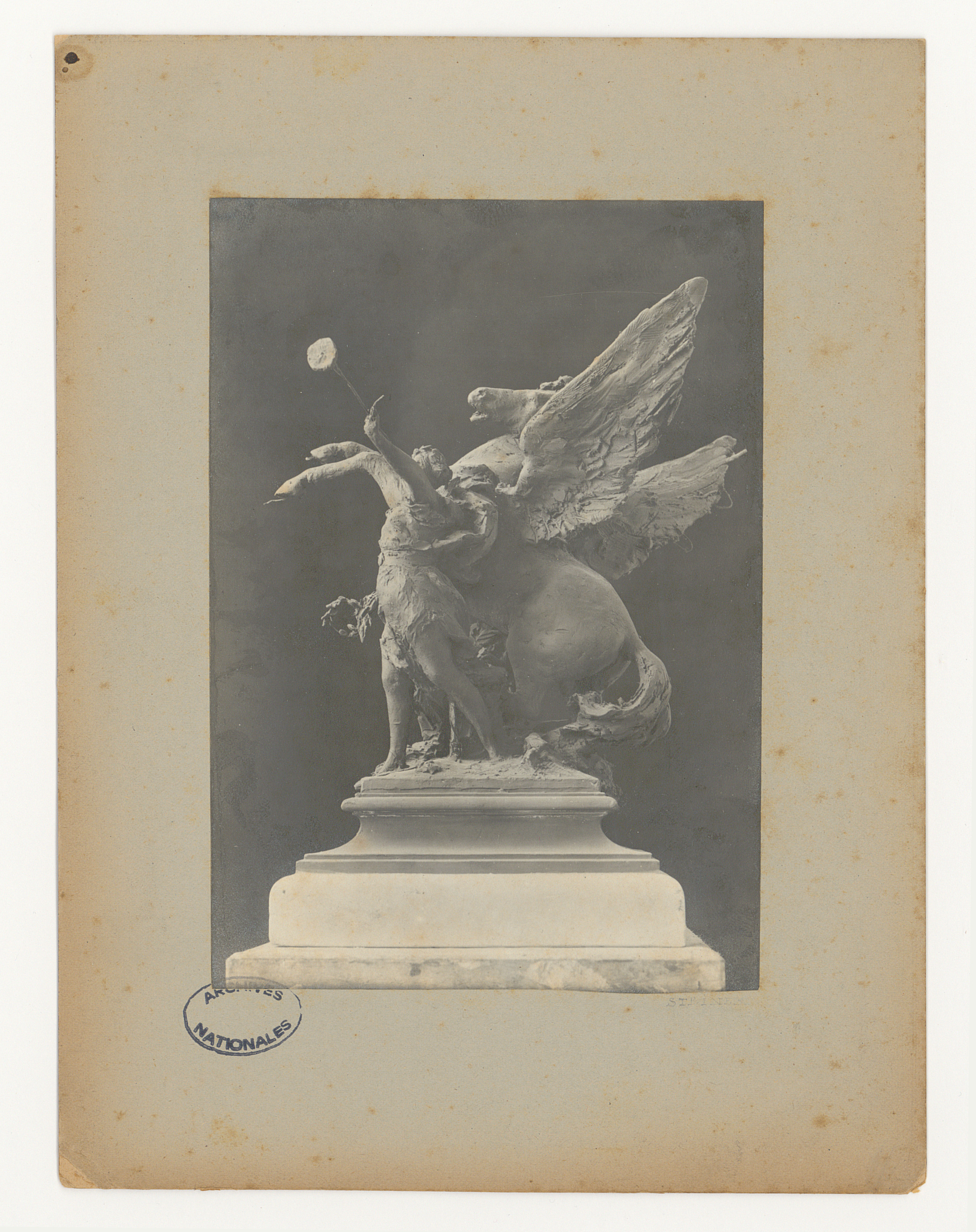
Pont Alexandre-III, sculpture de la Renommée (Archives nationales).

## Iconographie

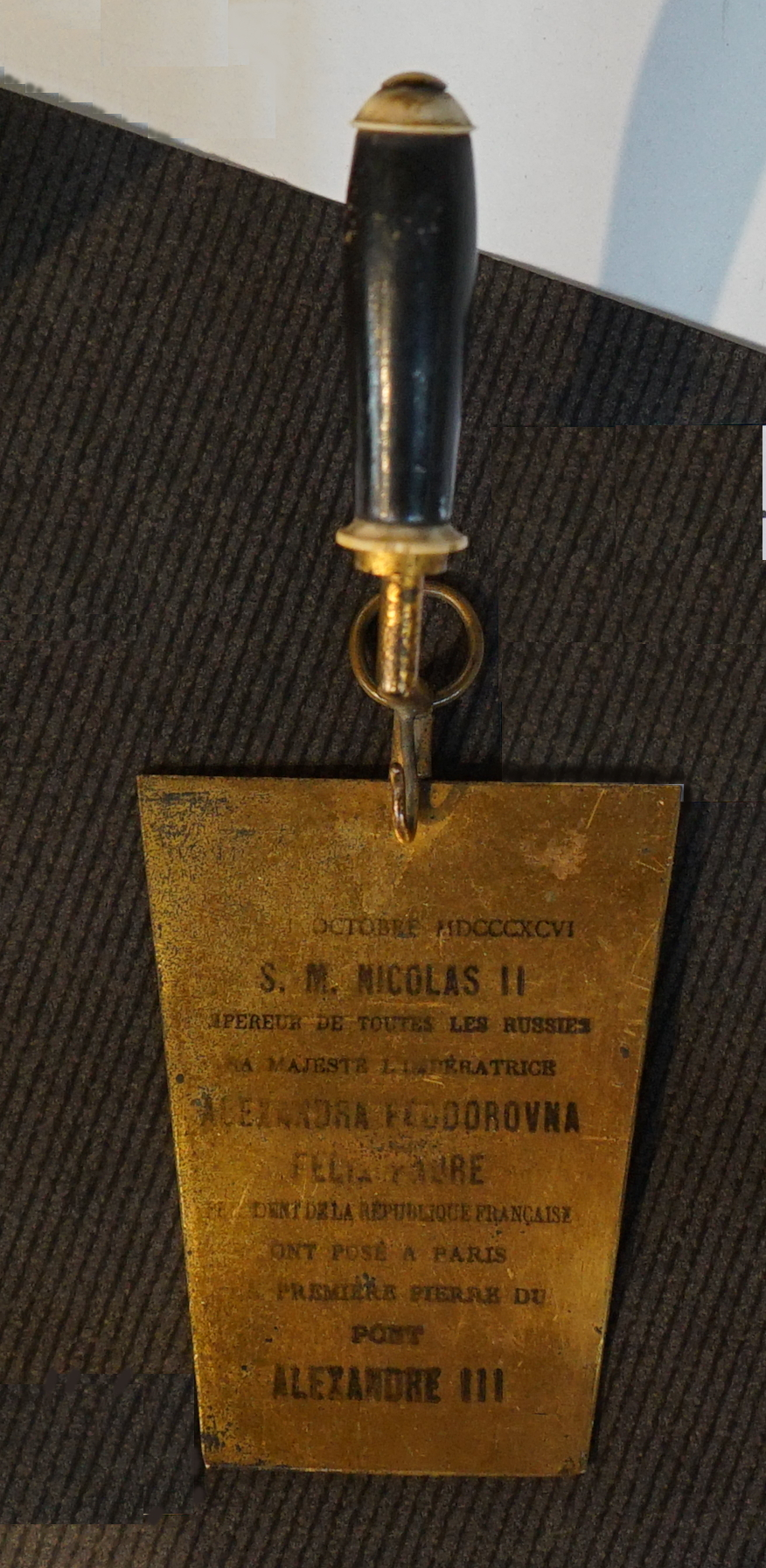
Truelle commémorant la pose de la première pierre ; don des époux impériaux.

Une médaille du graveur Daniel-Dupuis commémore la pose de la première pierre du pont. Elle porte les figures allégoriques de la Paix, de la France et de la Russie ainsi que la Nymphe de la Seine et des vues de l'ouvrage projeté. Un exemplaire en est conservé au musée Carnavalet (ND 865).

## Cinéma
Le pont est vu dans les films suivants :
- 1938 : Les Gangsters de l'expo d'Émile-Georges De Meyst, film belge se déroulant dans le cadre de l’Exposition universelle de Paris de 1937 ;
- 1951 : Un Américain à Paris de Vincente Minnelli, il apparait au tout début du film ;
- 1956 : Anastasia d'Anatole Litvak ; l'héroïne tente de se suicider devant le quai du pont ;
- 1957 : Drôle de frimousse de Stanley Donen[14] ;
- 1966 : Paris brûle-t-il ? de René Clément[14] ;
- 1973 : Les Aventures de Rabbi Jacob de Gérard Oury ;
- 1980 : Les Sous-Doués de Claude Zidi ;
- 1985 : Dangereusement vôtre de John Glen, avec Roger Moore dans le rôle de James Bond ;
- 1994 : Prêt-à-porter de Robert Altman dans lequel on voit Jean-Pierre Cassel mourir en voiture et Marcello Mastroianni plonger dans la Seine ;
- 1997 : Anastasia de Don Bluth et Gary Goldman, le pont est le lieu du combat final face à Raspoutine ;
- 1998 : Ronin de John Frankenheimer[14] ;
- 2000 : Jet Set de Fabien Onteniente ;
- 2004 : Un long dimanche de fiançailles de Jean-Pierre Jeunet ;
- 2005 : Angel-A de Luc Besson ;
- 2009 : Banlieue 13 : Ultimatum de Patrick Alessandrin ;
- 2011 : Minuit à Paris de Woody Allen ;
- 2012 : Les Saveurs du palais de Christian Vincent ;
- 2012 : Main dans la main de Valérie Donzelli ;
- 2014 : The Smell of Us de Larry Clark ;
- 2016 : Chocolat de Roschdy Zem.

## Musique
- La chanteuse britannique Adele y tourne le clip de sa ballade Someone like you (2011) .
- Le clip C'est bientôt la fin, de Mozart, l'opéra rock a été tourné sur et aux alentours du pont.
- La diva Mariah Carey y a tourné une grande partie de son clip pour la chanson Say Something en 2006 en featuring avec Pharrell Williams et Snoop Dogg.

## Sport
Lors des  Jeux olympiques de Paris 2024, le pont constitue notamment le point de départ et d'arrivée du triathlon pour les épreuves hommes, dames et relais mixte.

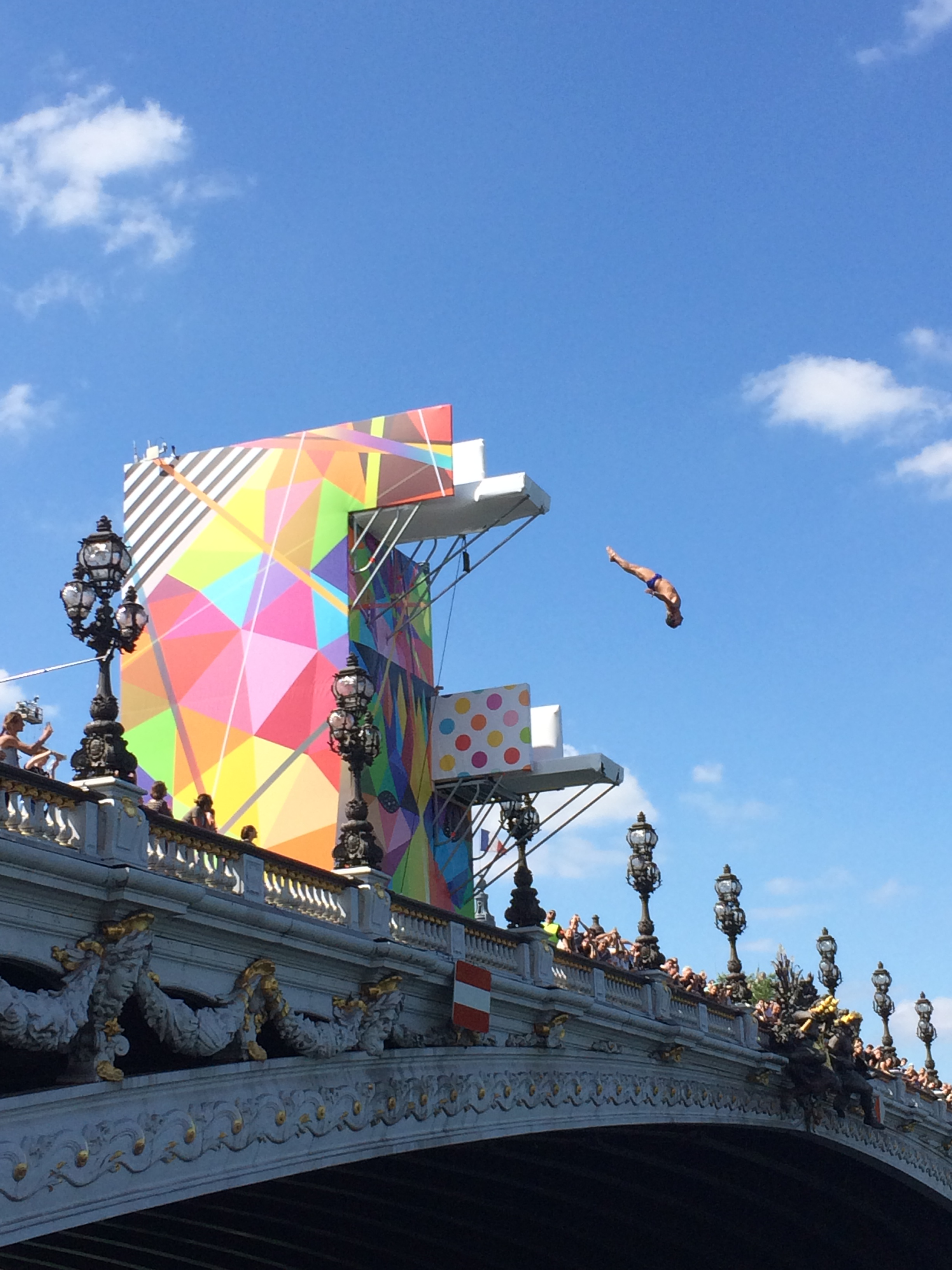
Plongeoir installé sur le pont Alexandre-III  en juin 2017.
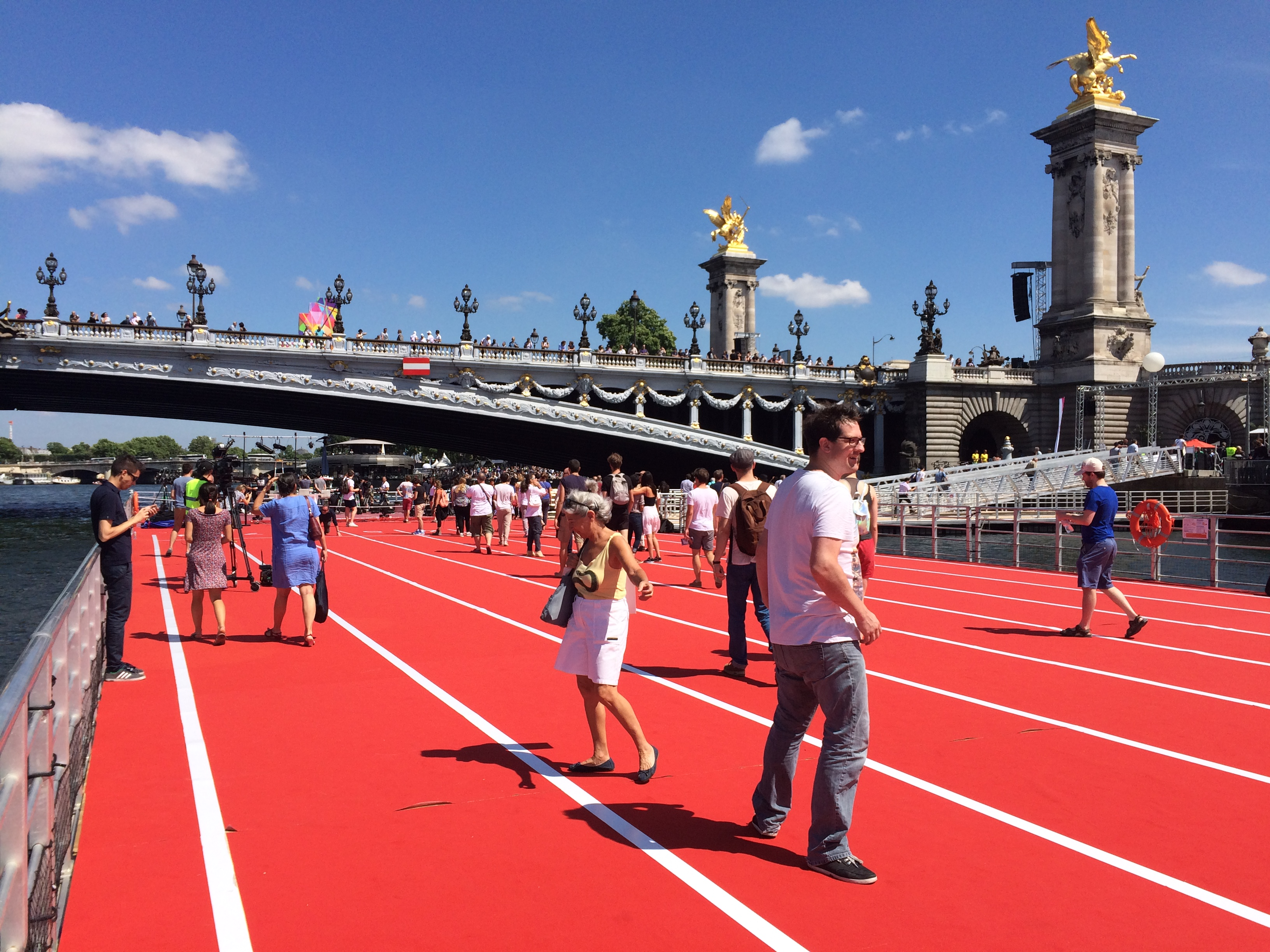
Vue sur le pont Alexandre-III depuis la piste d'athlétisme flottante installée en juin 2017.
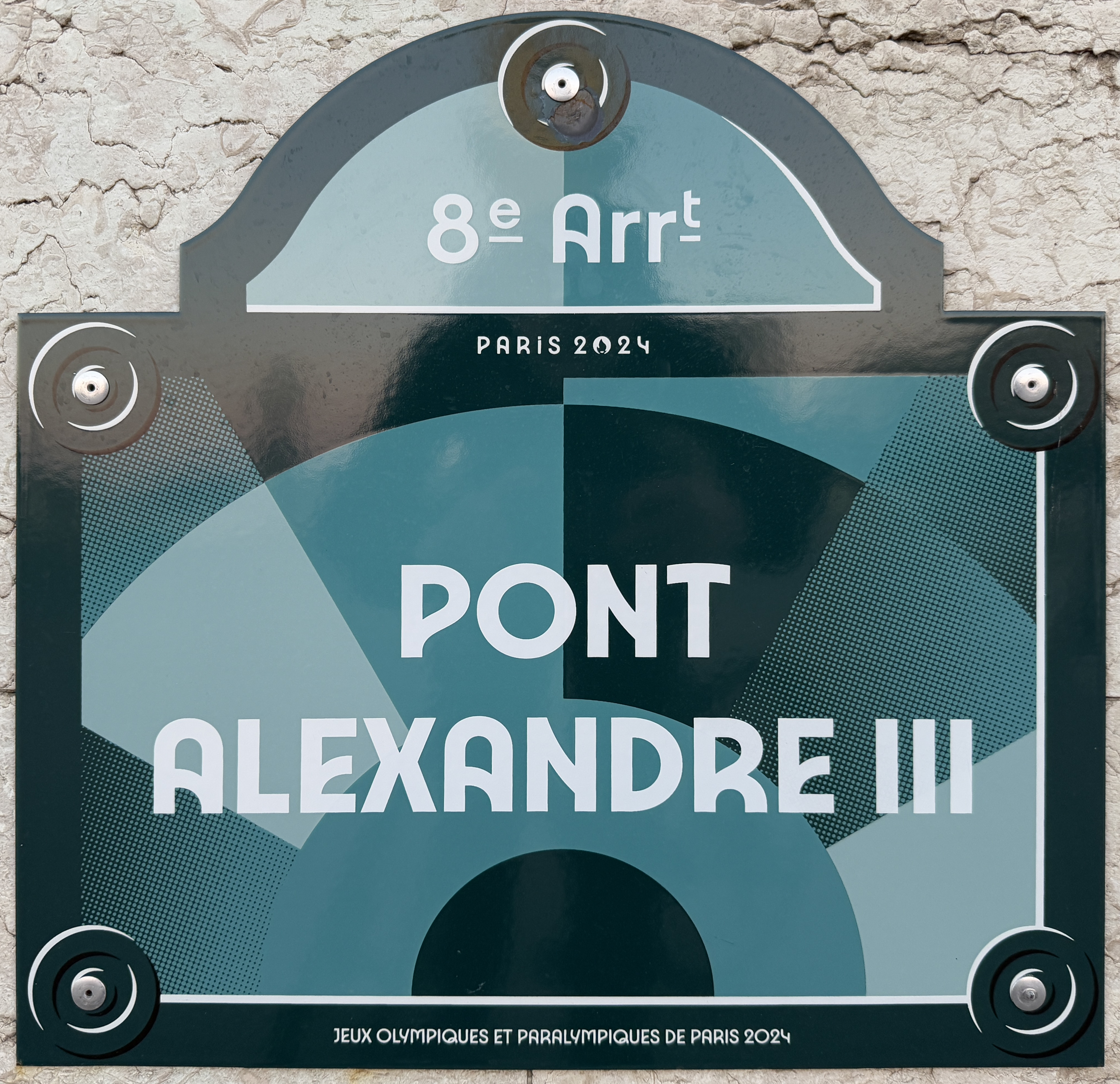
Une des deux plaques du pont témoignant des JO 2024.

## Galerie

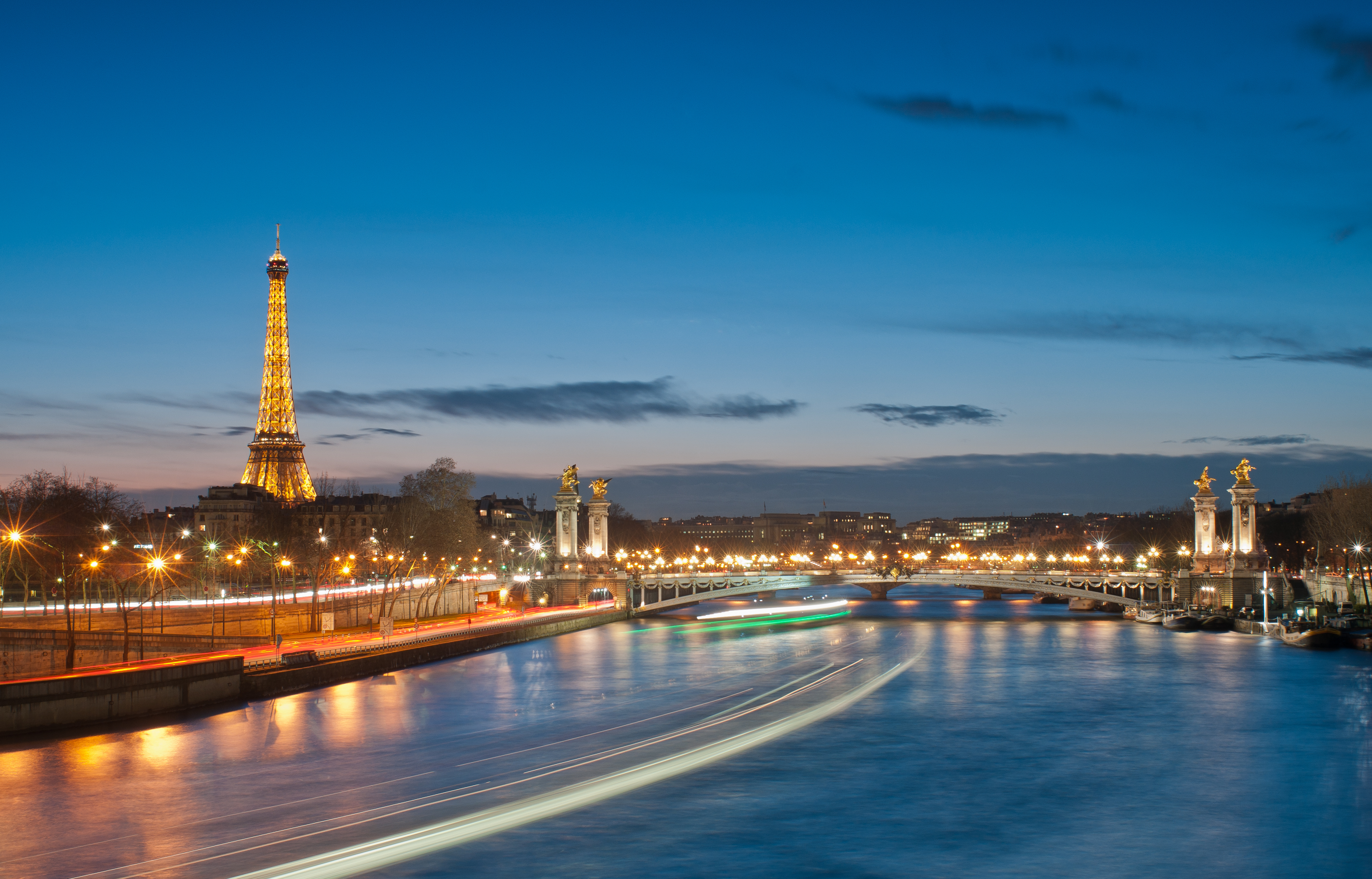
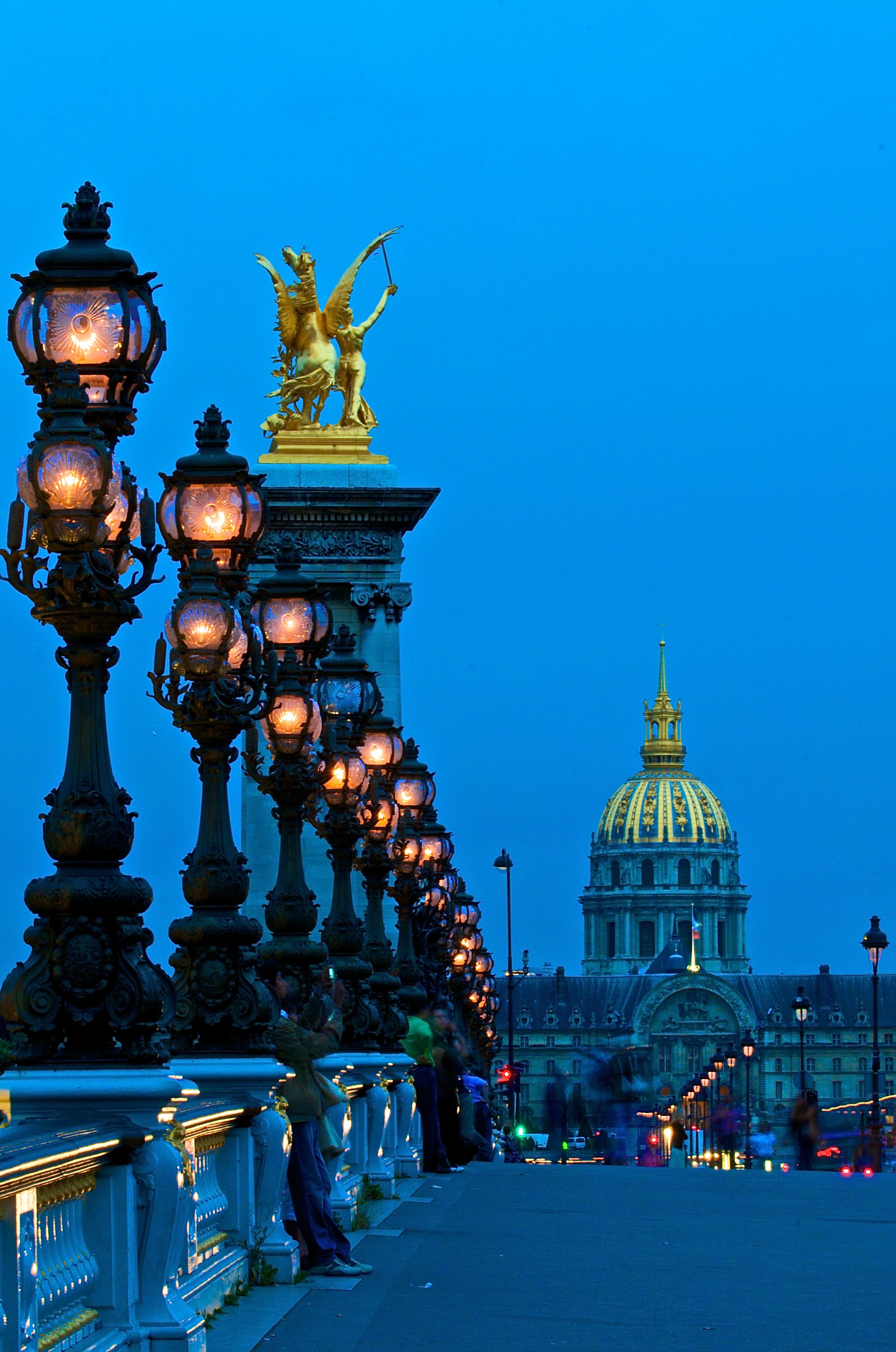
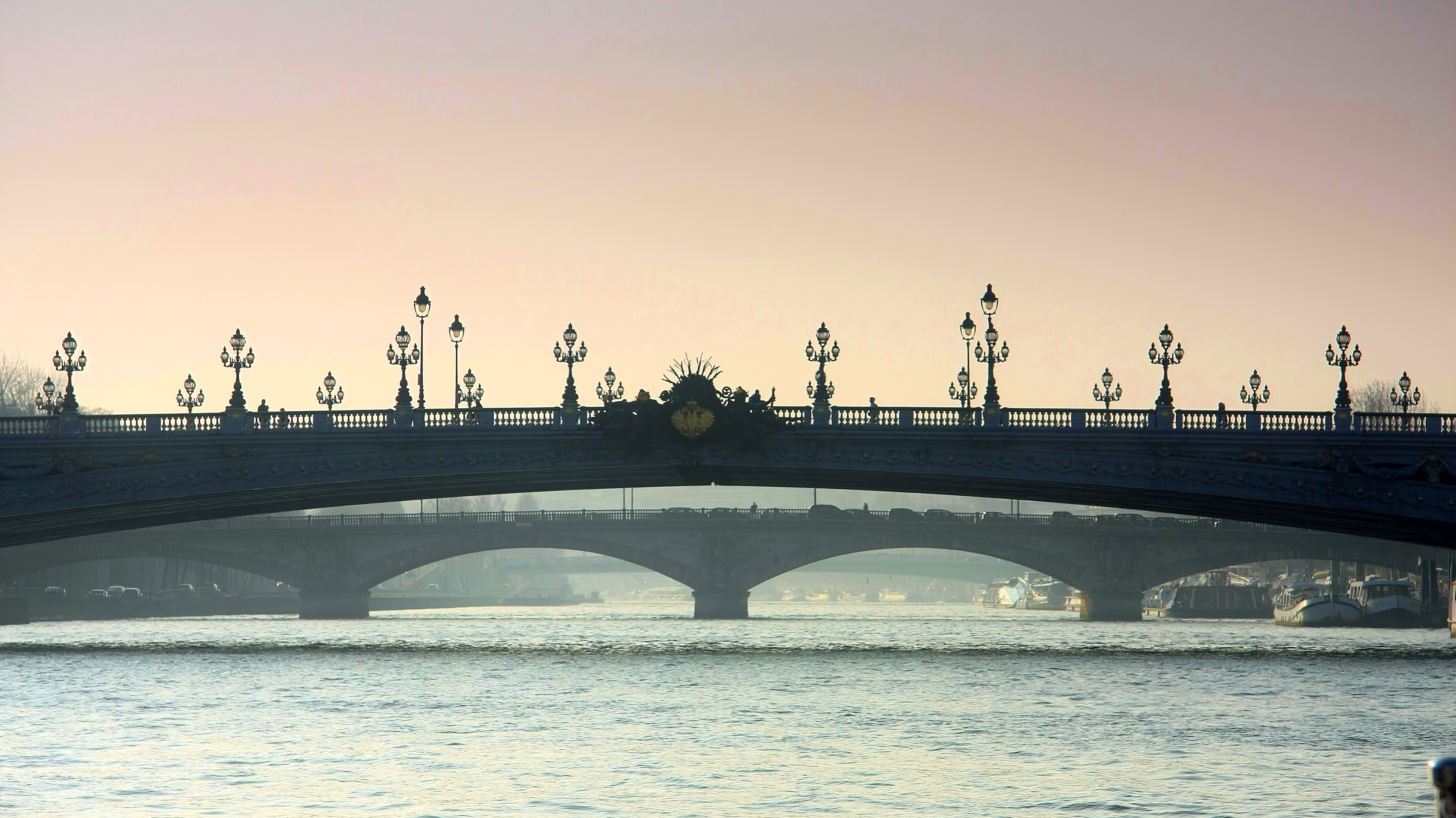
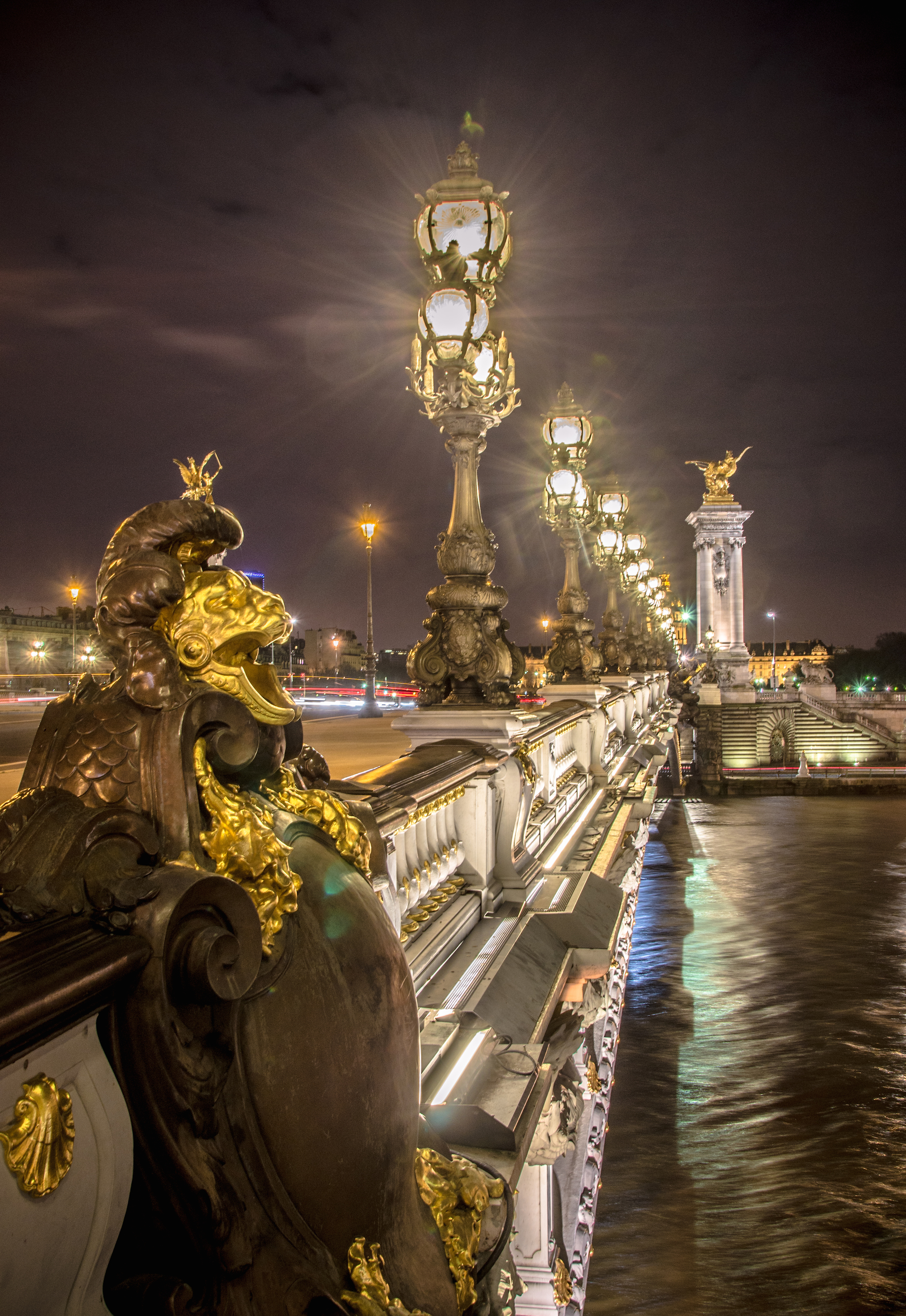
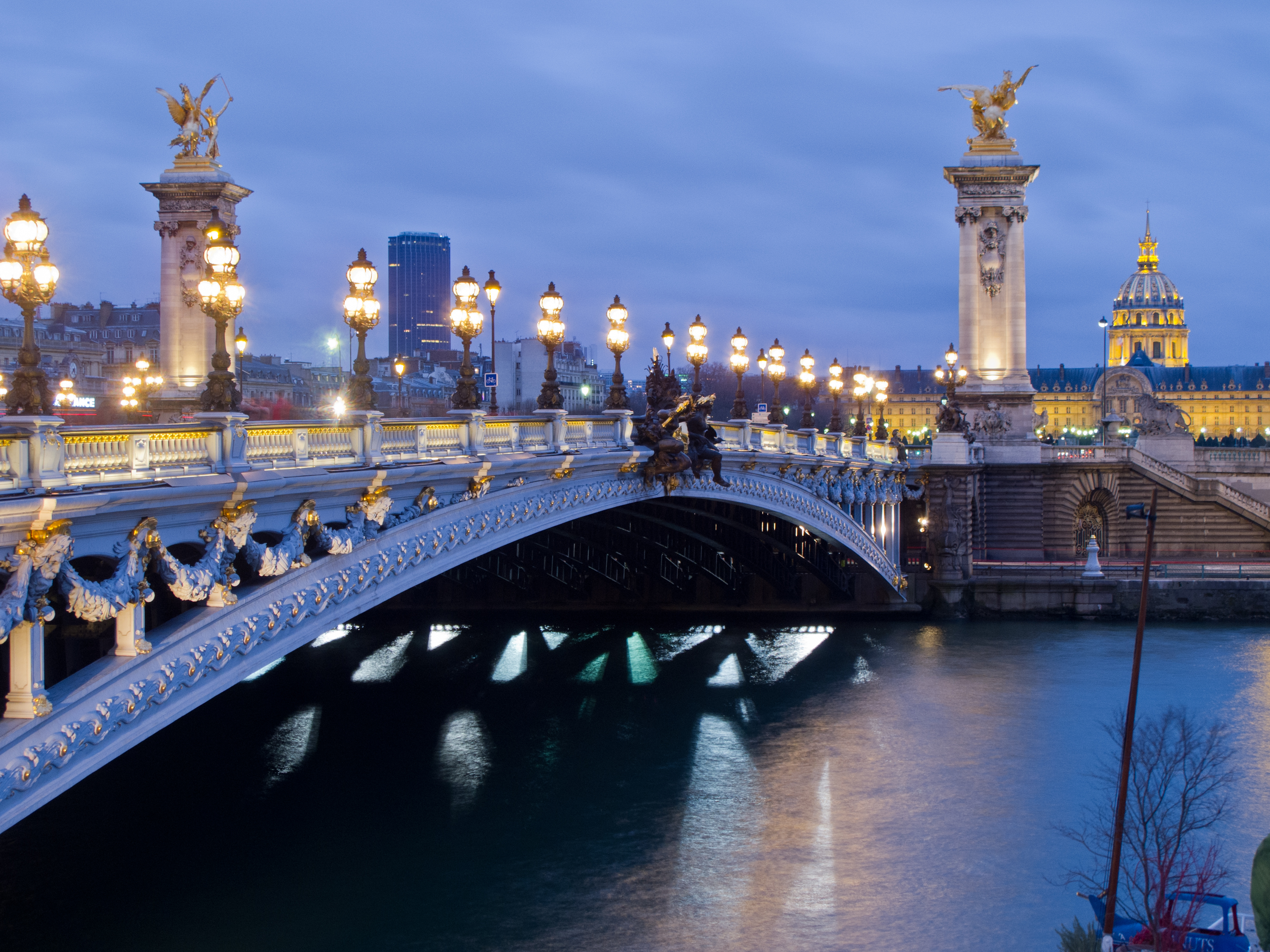

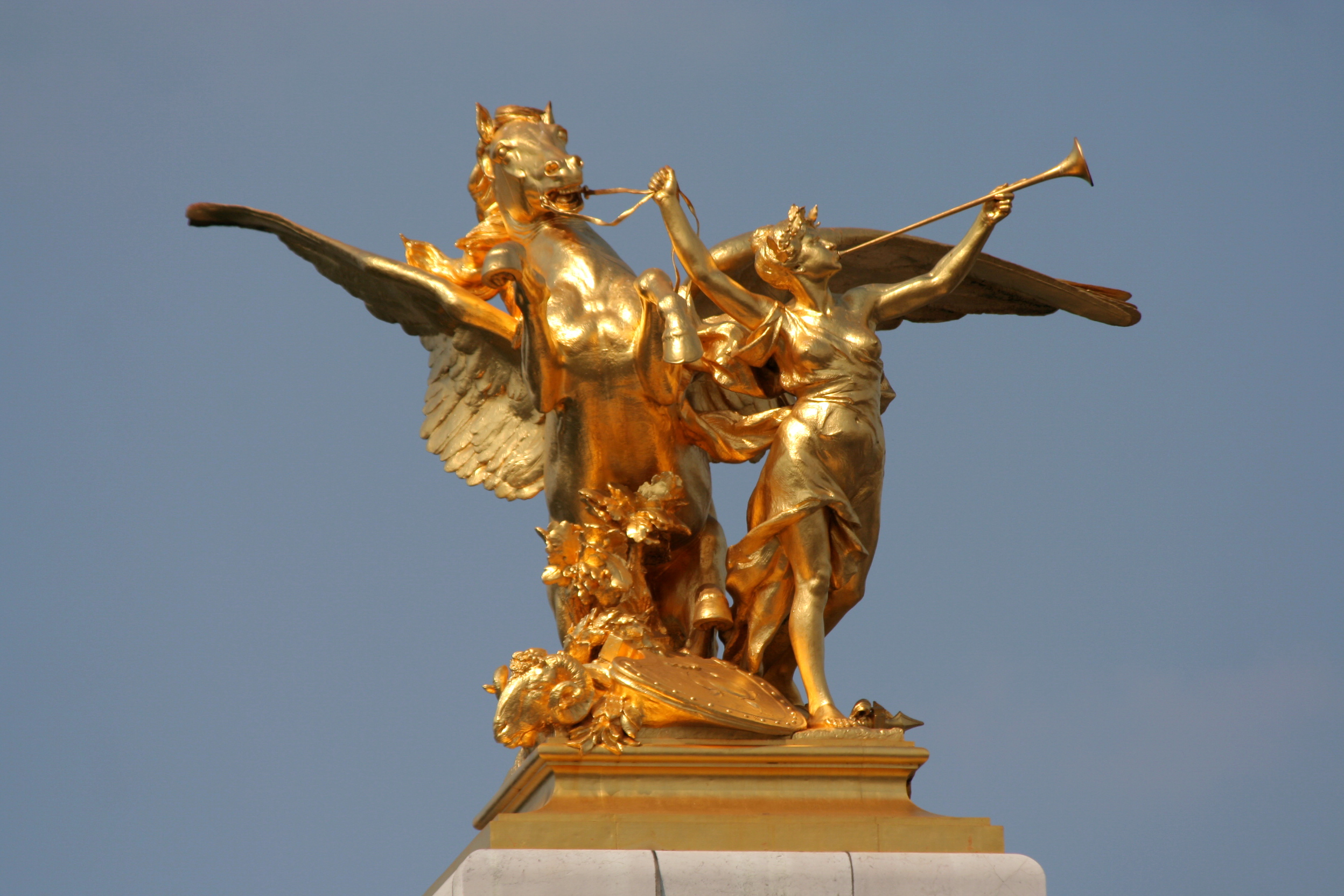
Pégase tenu par la Renommée de la Guerre par Léopold Steiner, rive gauche aval.
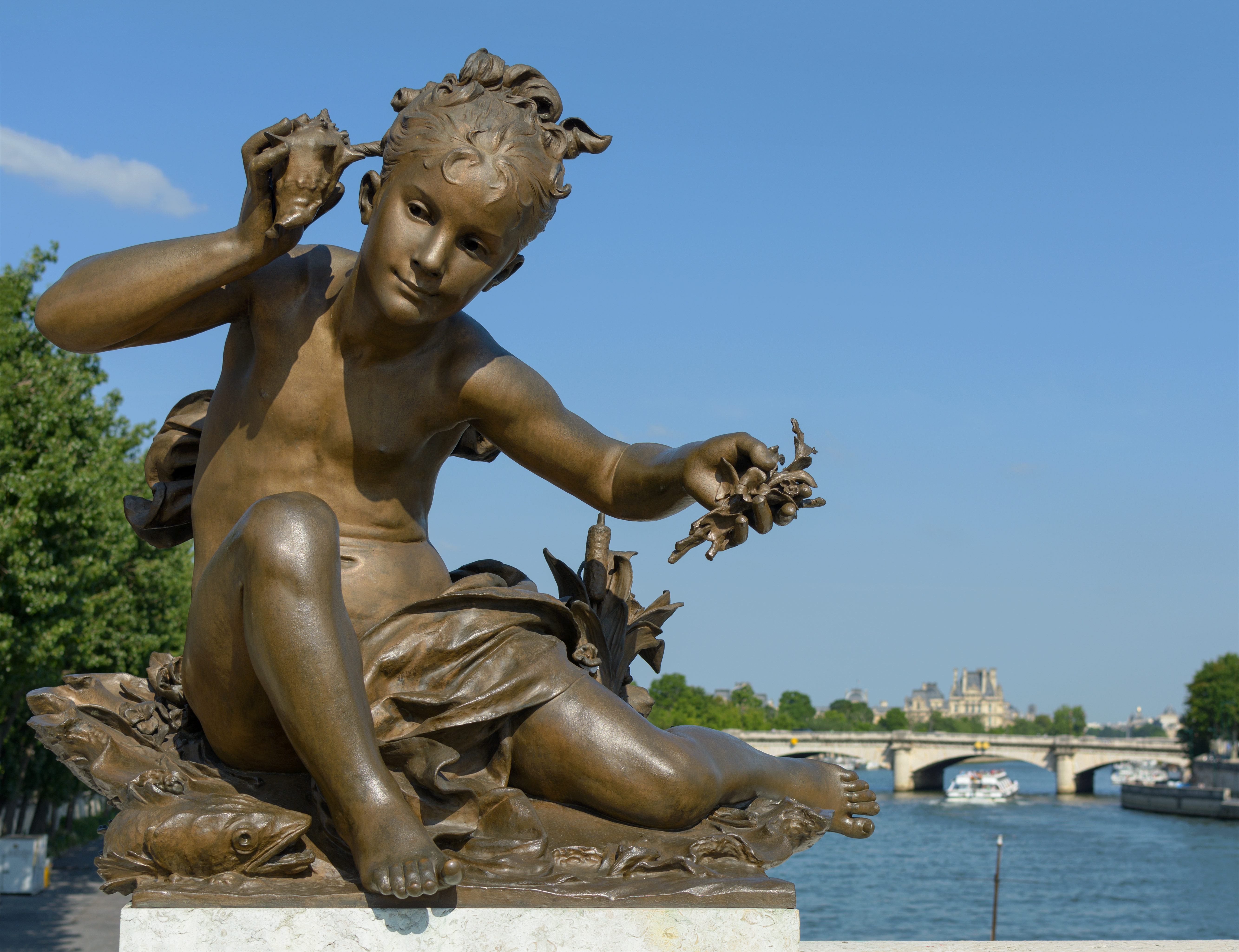
Fillette à la coquille par Léopold Morice.
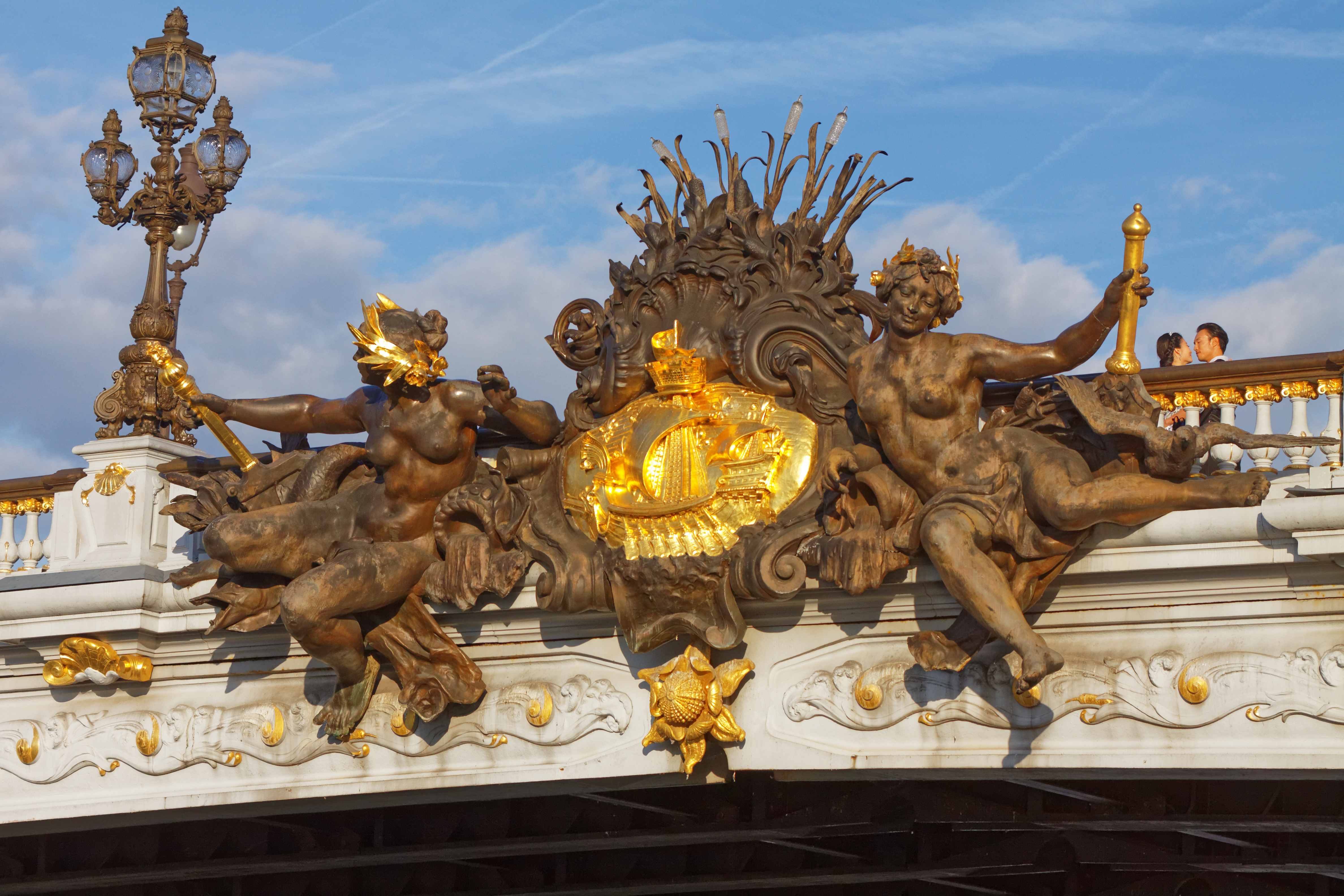
Nymphes de la Seine par Georges Récipon, côté aval.
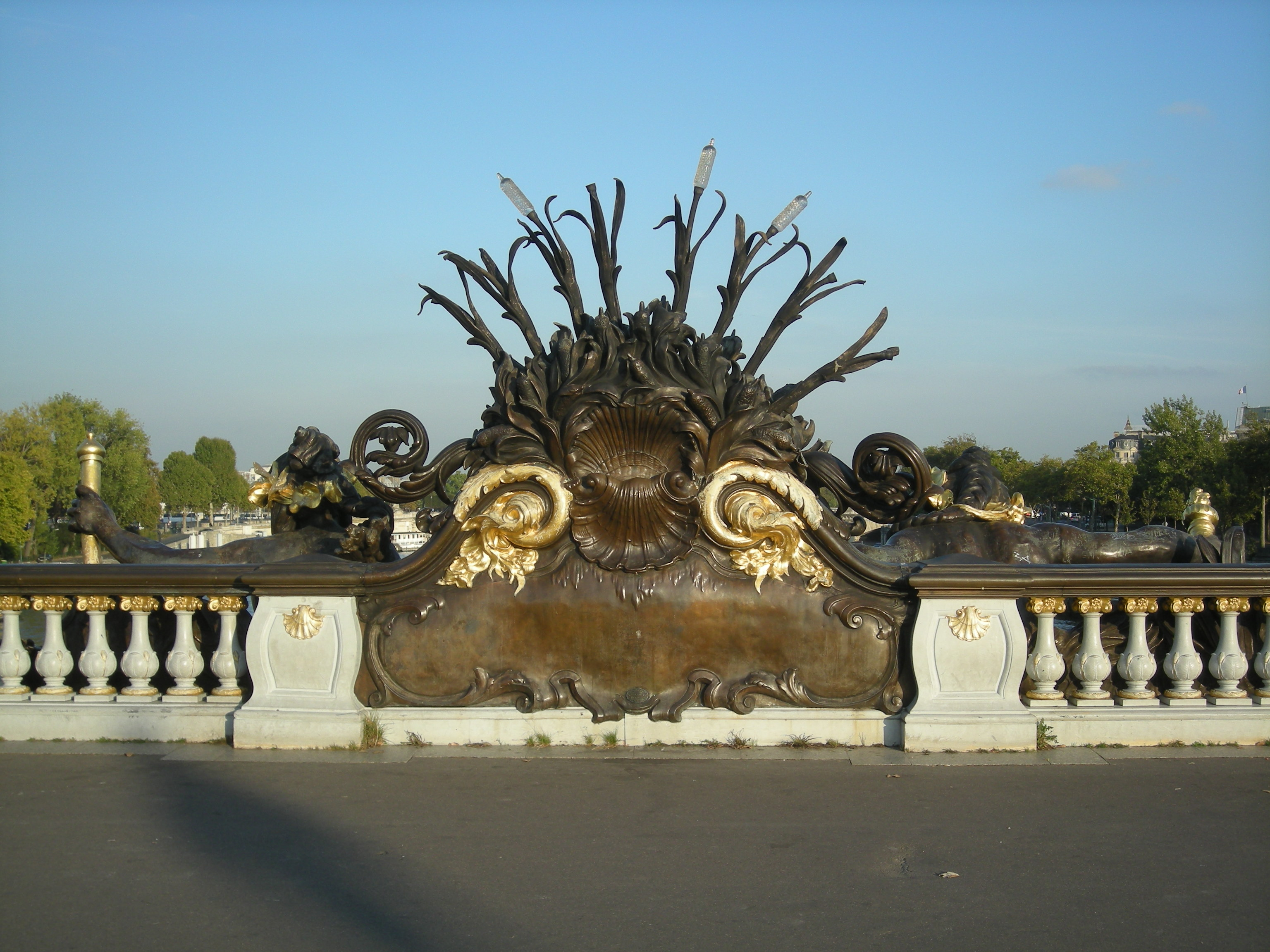
Revers des Nymphes de la Neva, côté amont.
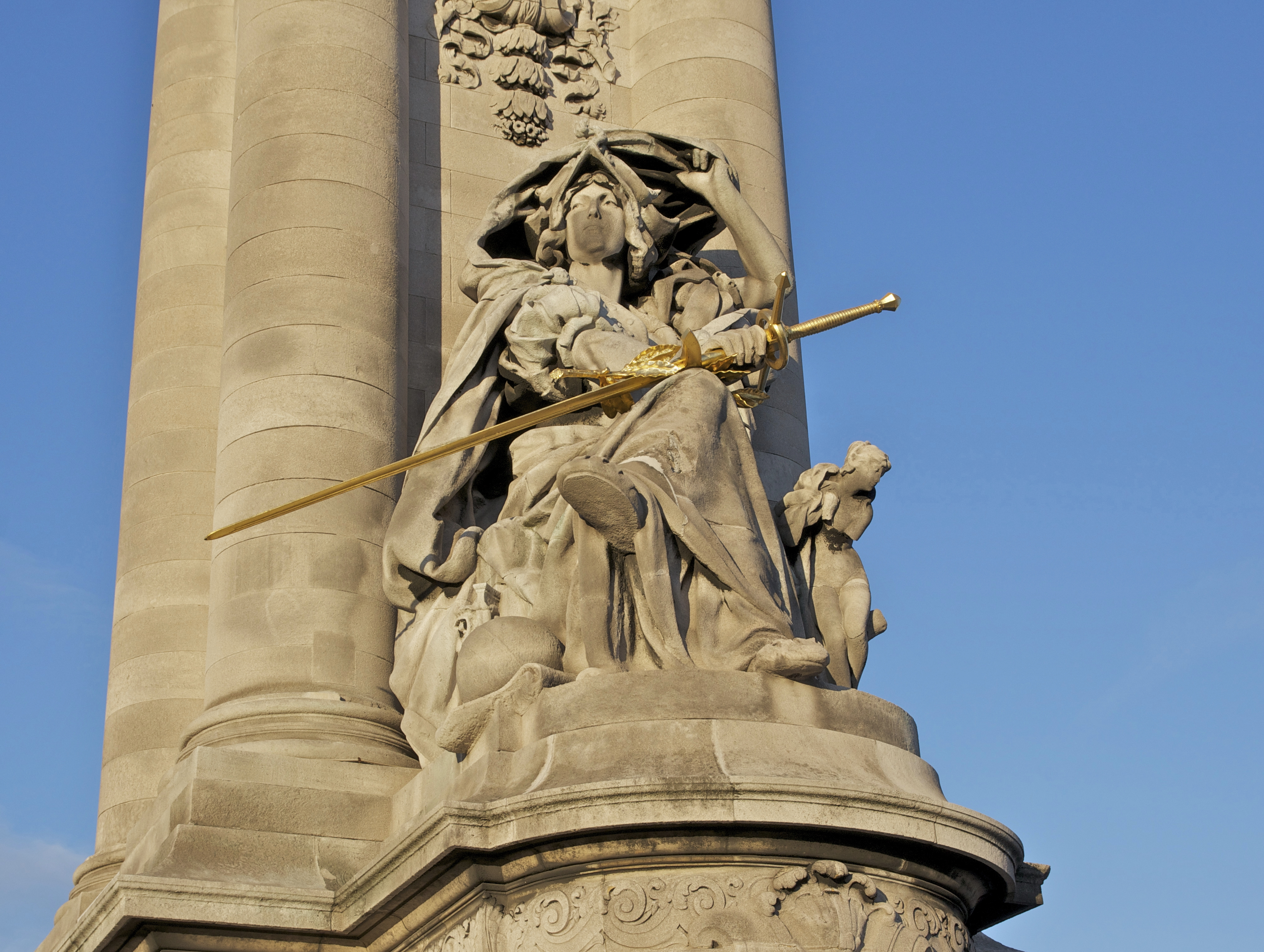
La France de la Renaissance par Jules-Félix Coutan.
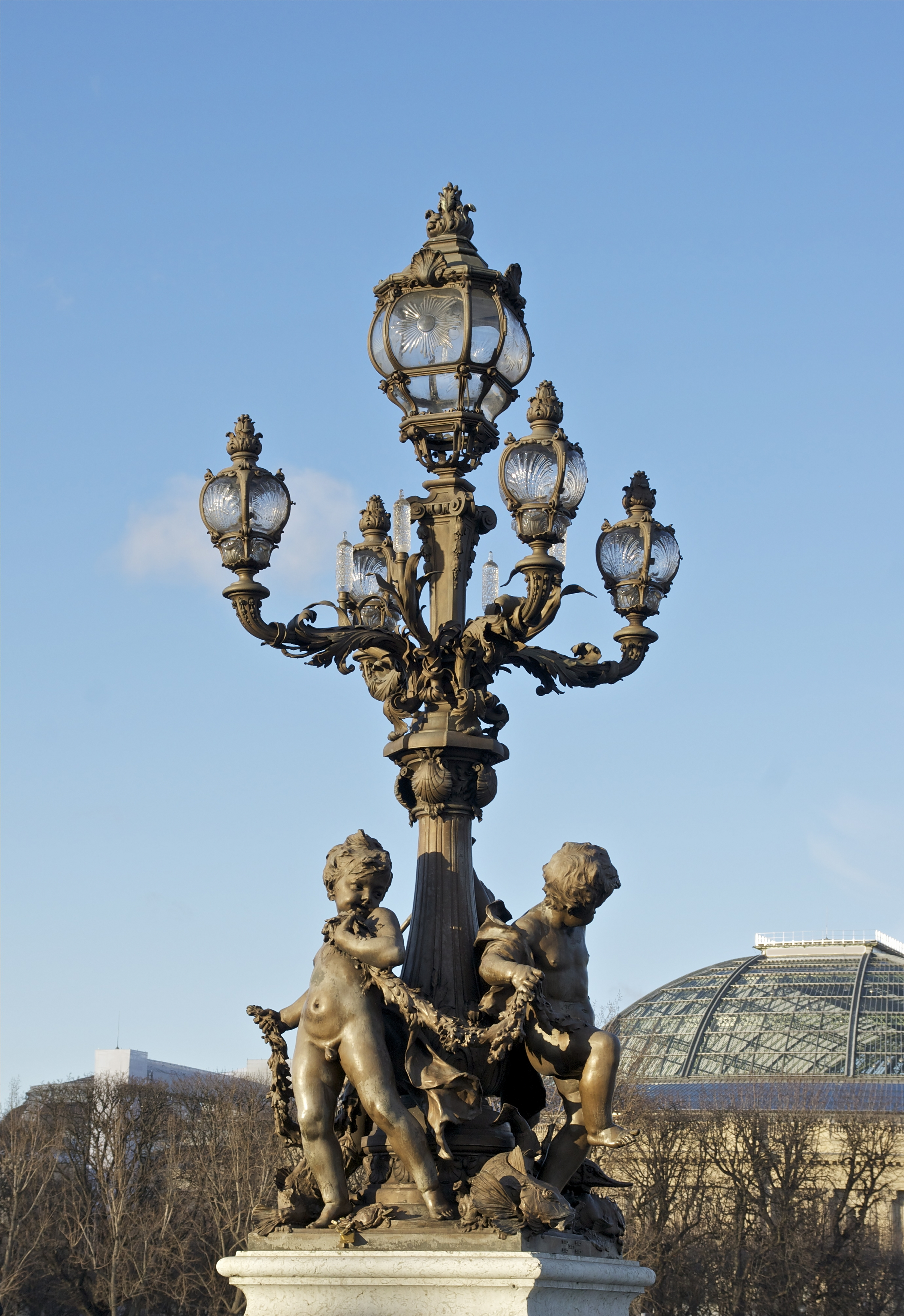
Groupe de la Ronde des Amours par Henri Désiré Gauquié, à la base des lampadaires.
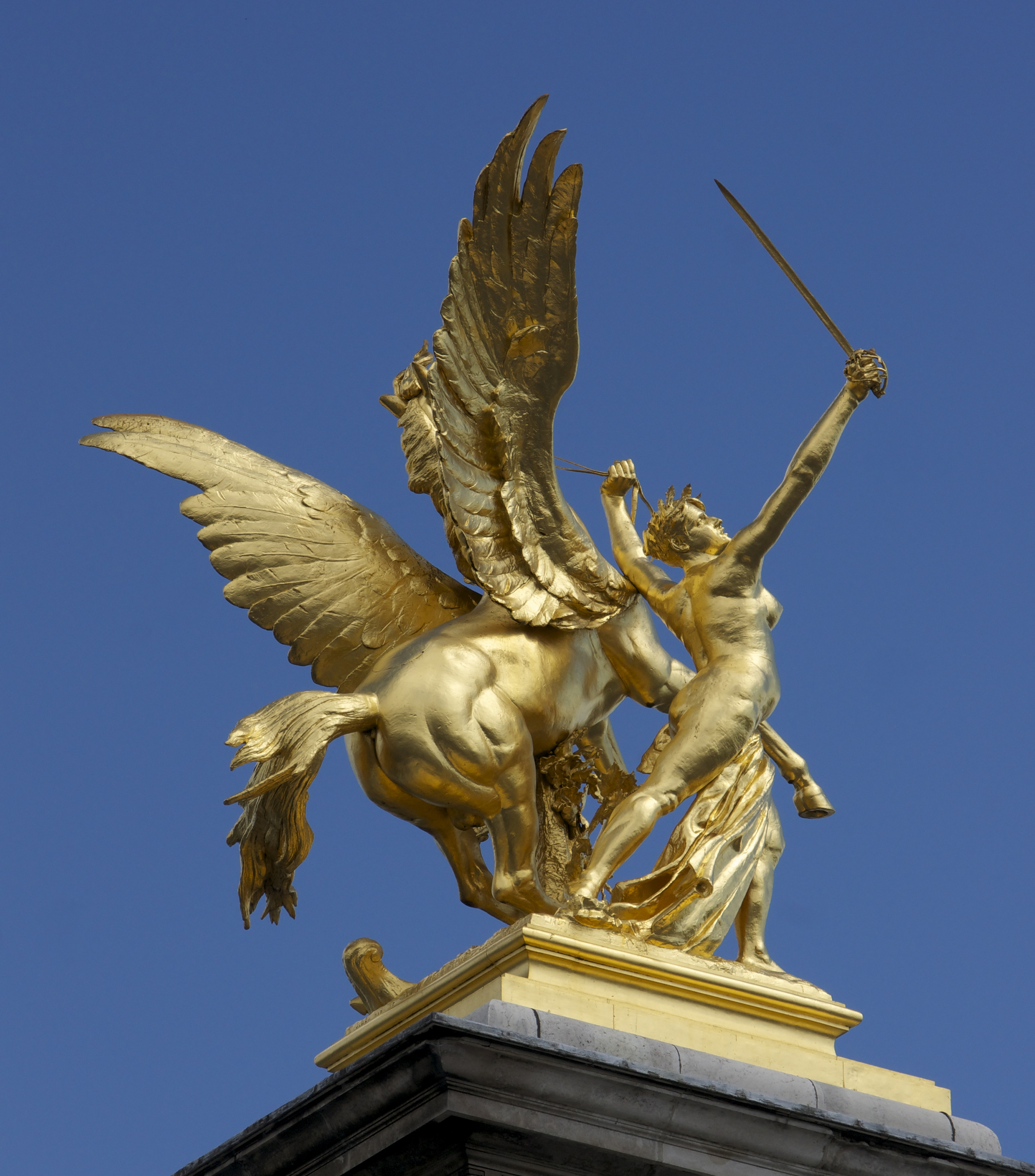
La Renommée au combat, de Pierre Granet.
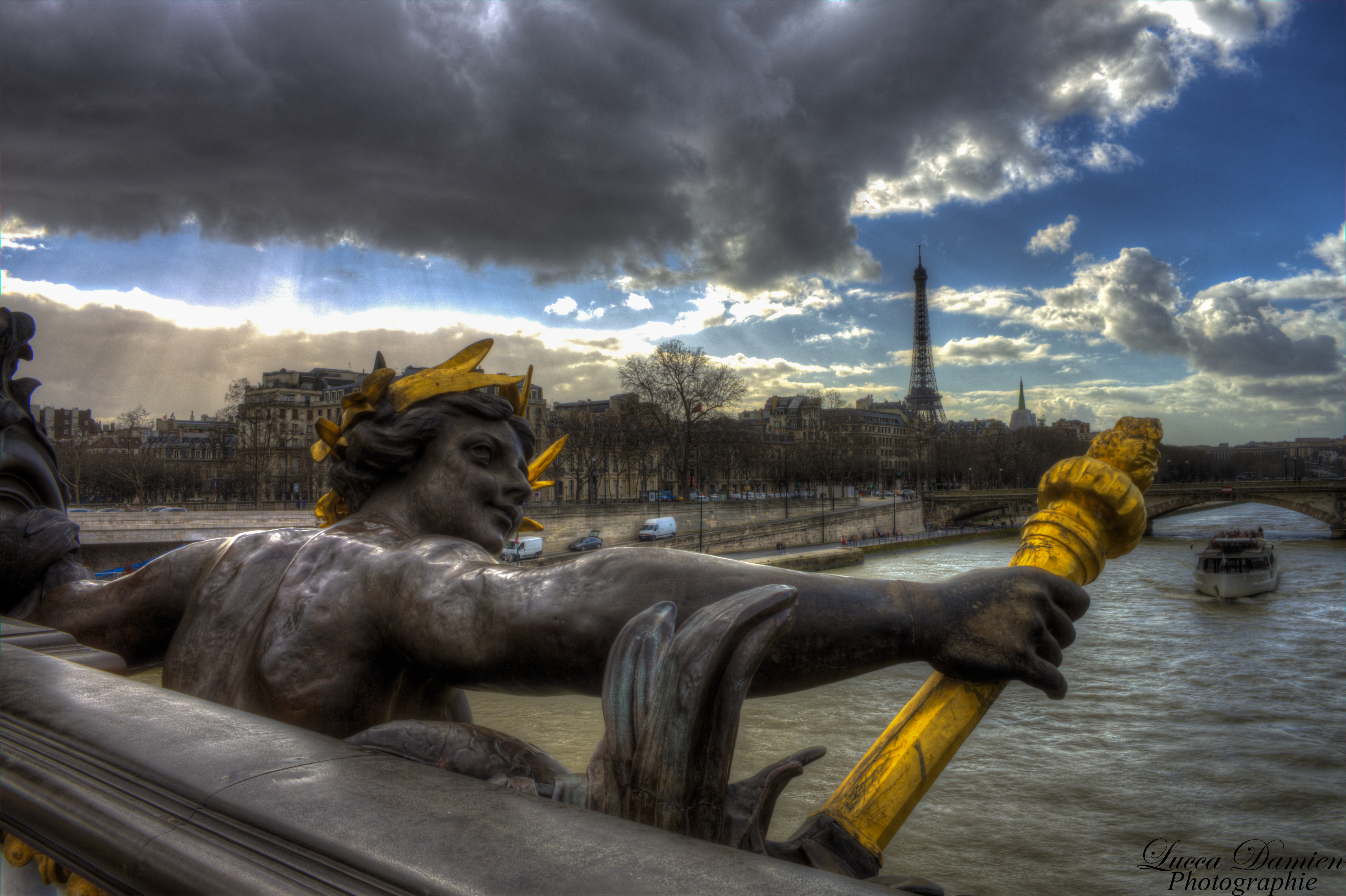
Nymphe, pont Alexandre-III.